# Revolución del Parque
La Revolución del Parque, también conocida como Revolución de 1890, fue una insurrección cívico-militar producida en la Argentina el 26 de julio de 1890 dirigida por la recién formada Unión Cívica, liderada por Leandro Alem, Bartolomé Mitre, Aristóbulo del Valle, Bernardo de Irigoyen y Francisco Barroetaveña, entre otros. La revolución fue derrotada militarmente por el gobierno pero llevó a la renuncia del presidente Miguel Juárez Celman y su reemplazo por el vicepresidente Carlos Pellegrini.

## Antecedentes

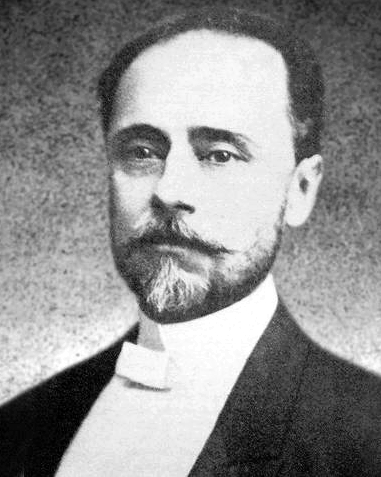
El presidente Juárez Celman estaba muy desprestigiado en 1890.

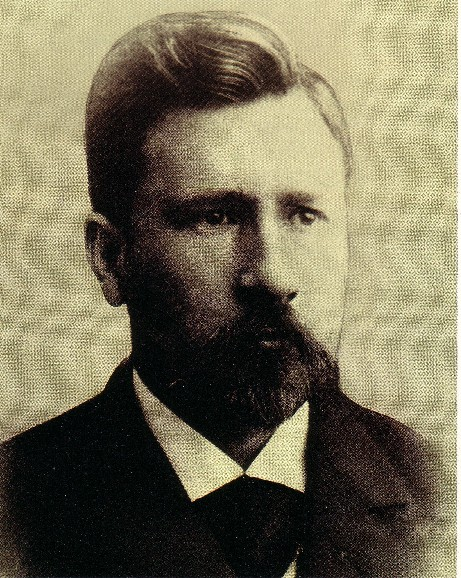
Francisco Barroetaveña convocó a la juventud a formar la Unión Cívica.

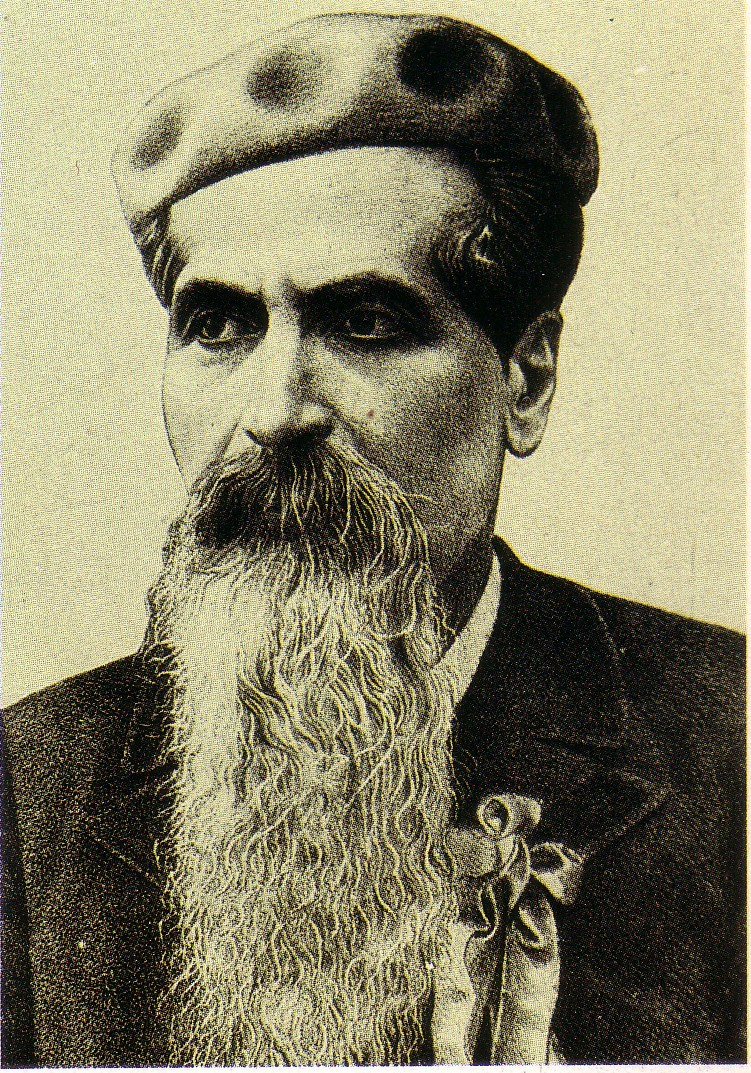
Leandro Alem, cabeza de la revolución, nombrado presidente provisional.

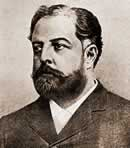
Aristóbulo del Valle: como senador agitó la revolución desde su banca.

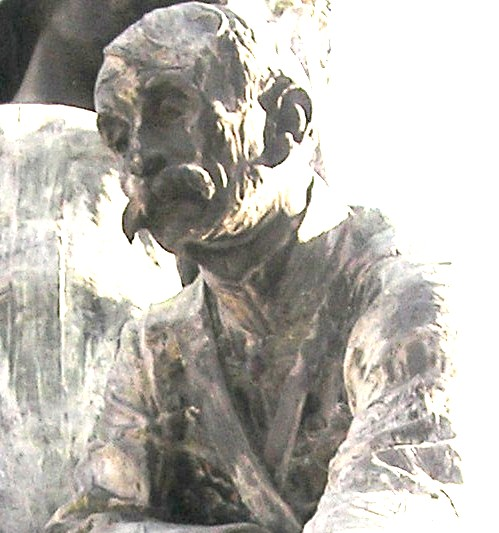
El general Manuel J. Campos fue el jefe militar de la revolución.

En 1889 la Argentina estaba convulsionada desde dos años atrás por una grave crisis económica-social con una acentuada caída de los salarios, desocupación obrera y un reguero de huelgas nunca antes visto. La presidencia del general Julio Argentino Roca (1880-1886) había sido sucedida por la de su cuñado Miguel Juárez Celman, cuya gestión era denominada por sus opositores el Unicato y salpicada por denuncias de corrupción y autoritarismo.
En sus dos primeros años de presidencia, Juárez Celman se benefició con una suerte de tregua política; Sarmiento dio su último combate contra él pero se retiró al Paraguay donde murió poco después y Mitre dijo que "juzgaría al gobierno por sus hechos, olvidando lo espurio de su origen", por lo que no quedaron a la vista dirigentes que pudieran oponérsele y recién con el crack bursátil de 1888 empezó a manifestarse el descontento.
Dice Roy Hora que si bien durante la presidencia de Juárez Celman el acceso al crédito público, el otorgamiento de concesiones para la construcción de puentes o líneas de ferrocarriles y la creación de centros agrícolas que aumentaban repentinamente el valor de las tierras cercanas favoreció el enriquecimiento de algunos amigos del régimen, la importancia de estos hechos no fue grande en comparación con lo sucedido en períodos anteriores y posteriores de la historia del país. Por otra parte, desde 1886 el déficit de la balanza comercial había ido creciendo, llegando en 1889 a un acumulado de más de ciento sesenta y un millones de pesos oro y el papel moneda -los pesos fuertes- que en 1883 se cotizaban a la par del peso oro, ahora valían treinta y ocho centavos.
Señalan Ezequiel Gallo y Roberto Cortés Conde que para comprender el proceso político que se vivió en la época se debe tener presente que la sociedad estaba en una rápida transición que hizo perder vigencia a las fórmulas políticas que eran válidas años atrás; en muy breve tiempo la gran aldea y el país provinciano se había convertido en una nación cosmopolita y moderna pero la transformación no había alcanzado a todos los sectores y "subsistían formas políticas del pasado mientras la economía, y en medida importante el Estado, ya habían sufrido transformaciones impresionantes".
A mediados de 1889 Juárez Celman estaba en la cúspide del poder después de haber desplazado a Roca de la jefatura del PAN para empezar a gestar la próxima candidatura de Ramón J. Cárcano, en tanto Pellegrini -una figura singularmente popular- se mantenía alejado de la política. Entre julio y agosto de 1889 comenzaron a realizarse en forma regular reuniones en la casa de Aristóbulo del Valle para discutir la organización de un partido político que se opusiera al PAN con la participación de los mismos políticos que habían integrado en 1886 la coalición Partidos Unidos -mitristas, católicos, exrepublicanos y bernardistas- que se había disuelto días después de su derrota electoral.
El 20 de agosto de 1889 apareció en el diario La Nación un artículo titulado ¡Tu quoque juventud! En tropel al éxito, firmado por Francisco Barroetaveña, que sacudió a la opinión pública y a la juventud en particular, donde condenaba la ausencia de principios morales y el apoyo de ciertos jóvenes al entonces presidente Miguel Juárez Celman diciendo:

En medio de este general desgobierno, o del imperio de este régimen funesto, que suprime la vida jurídica de la nación reemplazándola por el abuso, se sienten los primeros trabajos electorales para la futura presidencia, asegurándose que el Presidente actual impondrá al sucesor que se le antoje, pues dispone del oro, de las concesiones y de la fuerza necesaria para enervar los caracteres maleables y sofocar cualquier insurrección.

Al día siguiente de la publicación, Modesto Sánchez Viamonte, Carlos Zuberbühler y Carlos F. Videla felicitaron al autor y ofrecieron homenajearlo en un banquete, pero Barroetaveña sugirió que en cambio organizaran una fiesta cívica, lo que llevó a la formación alrededor de su figura de un grupo juvenil que convocó a un gran mitin el 1 de septiembre de 1889 en el Jardín Florida de la ciudad de Buenos Aires mediante una invitación que firmaban, entre otros, Emilio Gouchon, Adolfo Mujica, Pedro Varangot, Rufino de Elizalde y Marcelo T. de Alvear.
En esa reunión se leyó una adhesión de Bartolomé Mitre y se pronunciaron varios discursos, comenzando por el de Barrotaeveña, que no se refirieron al tema económico sino que se centraron en los valores cívico-morales de la juventud; en el mitin se dejó constituida la Unión Cívica de la Juventud cuyo propósito era aglutinar al amplio espectro de opositores al gobierno de Miguel Juárez Celman, sostenido por el oficialista Partido Autonomista Nacional.
El 15 de diciembre de 1889, la Unión Cívica de la Juventud inauguró con un acto realizado en el Teatro Iris un club cívico para la parroquia de San Juan Evangelista de la ciudad de Buenos Aires y al finalizar la reunión los asistentes fueron atacados con armas de fuego por un grupo parapolicial enviado por el gobierno. La policía presente en el lugar no detuvo a los atacantes y en cambio reprimió violentamente a los asistentes al acto, lo que causó una gran indignación pública y es mencionado como el desencadenante más inmediato de la revolución. El 20 de diciembre la nueva agrupación creó un comité de coalición patriótica que contaría con una junta consultiva de ciudadanos mayores a los que se explicaría el proyecto y pocos días después Leandro Alem, Mariano Demaría y Aristóbulo del Valle tomaron la decisión de levantarse en armas para "impedir la sumisión sin esperanza al régimen de Juárez" y al grupo inicial se sumaron Juan José Romero, Miguel Navarro Viola y Manuel Anselmo Ocampo.
Por esos días llegó de Europa el general Manuel J. Campos, un militar de plena confianza de Bartolomé Mitre, que al ser contactado por Del Valle para sumarlo a la revolución dio una respuesta contundente:

Cuenten conmigo y avísenme en el momento oportuno.

En forma paralela a los preparativos secretos de la conspiración, la Unión Cívica de la Juventud conducida por Barroetaveña, buscó ampliar sus bases de apoyo popular en la ciudad de Buenos Aires, organizando un partido político más amplio, la Unión Cívica, con el propósito declarado de
“formar un gran partido de coalición política que vencería en las luchas eleccionarias, o en el campo de la acción, si los gubernistas burlaban los derechos del pueblo, con fraudes o violencia”.
En enero de 1890, la crisis económica se siguió agravando, las obligaciones a término no pudieron ser pagadas y se produjo una corrida bancaria, el pánico llevó a los comerciantes a subir los precios de los artículos de primera necesidad y la población se empobreció súbitamente; el descontento de la población se generalizó y encontró rápidamente al presidente Juárez Celman como chivo emisario y Juan Balestra definió el momento con la frase "una revolución anda por las calles buscando quien la dirija". En las elecciones locales realizadas el 2 de febrero -en las cuales el voto no era obligatorio- prácticamente nadie se presentó a votar y el diario El Nacional tituló al día siguiente:

Las elecciones de ayer tendrán un epitafio: aquí yace el derecho electoral.

El oro que en 1885 se cotizaba a 137 pesos había subido a 148 en 1888, en marzo de 1890 ya estaba en 260 y el 10 de abril de 1890, cuando su valor era de trescientos pesos, renunció sorpresivamente todo el gabinete de Juárez Celman. El 13 del mismo mes se realizó un gigantesco mitin para fundar la Unión Cívica, cuya convocatoria fue firmada prácticamente por todos los sectores opuestos al gobierno a través de sus máximos representantes, desde el expresidente Bartolomé Mitre y sus seguidores, de tendencia conservadora oligárquica, hasta los líderes católicos José Manuel Estrada y Pedro Goyena, que se oponían activamente al laicismo del gobernante Partido Autonomista Nacional. Entre los convocantes habían jóvenes como Juan B. Justo, que pocos años después fundó el Partido Socialista de Argentina y el abogado Francisco Barroetaveña, que había movilizado a los jóvenes progresistas de clase media de Buenos Aires, el político Bernardo de Irigoyen, que se había alejado del oficialismo, el historiador y exrector de la Universidad de Buenos Aires Vicente Fidel López, el histórico general Juan Andrés Gelly y Obes, el empresario Mariano Billinghurst y la que fuera el ala popular del alsinismo, Leandro Alem y Aristóbulo del Valle; Leandro Alem fue la gran figura de la noche y resultó elegido presidente de la Unión Cívica.
La creación de la Unión Cívica finalizó con una enorme marcha hacia la Plaza de Mayo en cuya primera fila iban tomados del brazo Mitre, Alem, del Valle, Vicente López y Estrada, a los que se fueron sumando muchos ciudadanos que llenaron las calles del centro de la ciudad y la convirtieron en el primer acto político de masas de la historia argentina contemporánea. La manifestación produjo una seria crisis política en el gobierno y la renuncia inmediata de todos los ministros; en los medios favorables al gobierno se publicó un telegrama de Juárez Celman afirmando que el acto había sido una mascarada de extranjeros y de localistas ambiciosos y que continuaría su tolerancia mientras no pasaran de procesiones.
Los rumores sobre la situación económica se multiplicaban y se comenzó a hablar de emisiones de billetes clandestinas, esto es sin respaldo, y Marco Avellaneda, presidente del Banco Nacional, renunció a su cargo por no querer participar en la maniobra. y el 18 de abril, cuando el precio del oro estaba en 310 pesos, Juárez Celman designó como nuevo ministro de Hacienda al banquero Francisco Uriburu, pero al ser desautorizado por el presidente en una medida que había tomado, renunció el 9 de junio.

## Los preparativos

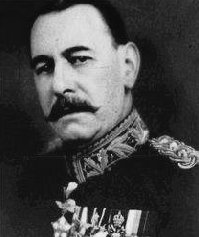
José Félix Uriburu, con 22 años en 1890, fue uno de los organizadores de la Logia de los 33 Oficiales que apoyó la Revolución.

La Unión Cívica no era una organización política con fines electorales, no presentó los habituales programas partidarios, no alentó a sus partidarios a votar ni propuso candidatos para el Congreso en las elecciones de febrero de 1890: era una cortina de humo para la preparación de la revolución.
Mitre partió para Europa después del acto del 13 de abril y se formó una Junta Revolucionaria iniciándose los contactos entre los dirigentes políticos opositores y sectores de las fuerzas armadas descontentos con el roquismo. En particular se formó una logia militar para apoyar a la Unión Cívica, que contaba con la simpatía de los jóvenes oficiales y fue conocida como la Logia de los 33 oficiales. Sus líderes eran el capitán José M. Castro Sumblad, capitán Diego Lamas, el teniente Tomás Vallée y el subteniente José Félix Uriburu. Este último 40 años más tarde encabezaría el golpe de Estado que derrocó a Hipólito Yrigoyen.
La logia militar le ofreció a Alem el apoyo del 1º de Infantería, el 1º de Artillería, el 5º de Infantería, el batallón de ingenieros, una compañía del 4º y un grupo de cadetes del Colegio Militar.
Simultáneamente Alem se puso en contacto con los oficiales de la marina de guerra, encabezados por los tenientes de navío Ramón Lira y Eduardo O'Connor, y poco después contaba con el apoyo de toda la flota.
El 30 de abril la Junta ejecutiva de la Unión Cívica convocó a los ciudadanos de las provincias a formar grupos de opinión.
El 29 de mayo de 1890 Aristóbulo del Valle, quien se desempeñaba como senador nacional, denunció en el Congreso que el gobierno estaba realizando emisiones de moneda clandestinas, señalando que era la causa principal de la gravedad que había alcanzado la crisis. La denuncia de Del Valle tuvo un gran impacto en la opinión pública y se mantendría durante los meses siguientes profundizando el desprestigio del gobierno.
En esos días Alem obtuvo para la revolución el apoyo del general de brigada Domingo Viejobueno, jefe del Parque de Artillería ubicado en la Plaza Lavalle, a poco menos de mil metros de la Casa Rosada.
En junio de 1890 el gobierno entró en cesación de pagos de la deuda externa que mantenía con la casa Baring Brothers, hecho que causó un gran descontento entre los inversores extranjeros.
Ese mismo mes la Junta Revolucionaria quedó integrada por Leandro Alem, Aristóbulo del Valle, Mariano Demaría, Juan José Romero, Manuel Asencio Ocampo, Miguel Goyena, Lucio Vicente López, José María Cantilo, Hipólito Yrigoyen, los generales Manuel J. Campos y Domingo Viejobueno, los coroneles Julio Figueroa y Martín Irigoyen, y el comandante Joaquín Montaña.

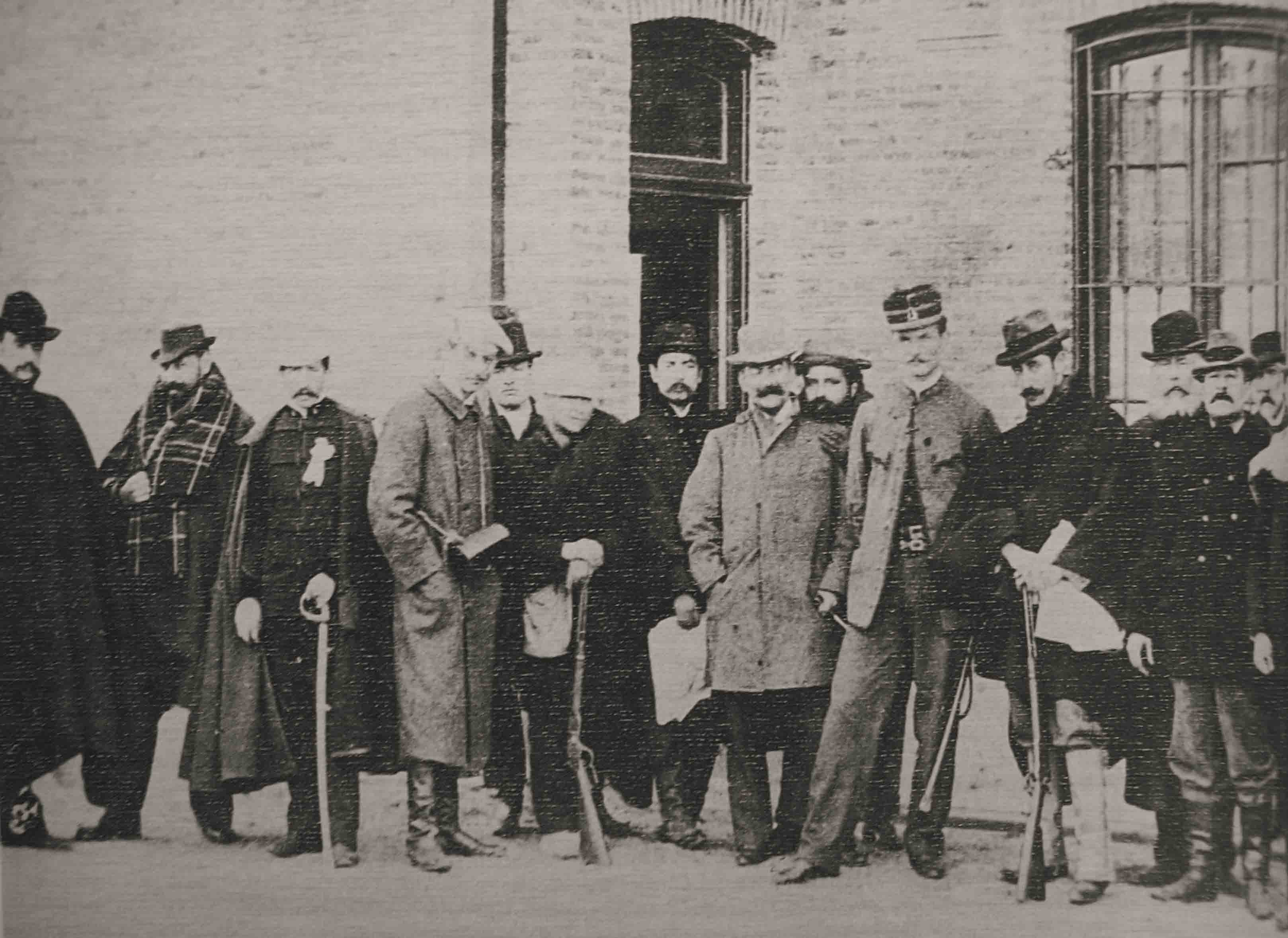
Algunos miembros de la Revolución del Parque (izquierda a derecha): Marcelo T. de Alvear, José Crotto, Enrique Pérez, Luis Basail, Tomás Vallée y Mariano de la Riestra.

El 17 de julio de 1890 el general Campos se reunió con unos 60 oficiales y marinos para comunicarles el plan. La revolución estallaría el 26 de julio a las 4:00. Las fuerzas rebeldes se concentrarían en el Parque de Artillería donde se instalaría la Junta Revolucionaria y recibirían órdenes. Simultáneamente, la flota debía bombardear la Casa Rosada y el cuartel de Retiro con el fin de evitar que las tropas del gobierno pudieran reunirse, y obligarlas a rendirse mediante un ataque combinado por tierra y agua. Al mismo tiempo, grupos de milicianos debían tomar prisioneros al presidente Juárez Celman, el vicepresidente Pellegrini, al ministro de Guerra general Levalle, y al presidente del senado Julio A. Roca, y cortar las vías de ferrocarril y telegráficas. El papel marginal asignado a los milicianos fue resistido por Alem, quien pretendía imprimirle a la revolución un fuerte carácter civil, pero finalmente se impuso la opinión de los jefes militares.
En esa misma reunión Campos informó que el Regimiento 11º de Caballería, conducido por el mayor Palma, se sumaba a la revolución. La comunicación tuvo un enorme efecto entre los revolucionarios, pues se trataba del cuerpo más leal al gobierno. Sin embargo, se trataba de una trampa ya que Palma delató el plan en forma personal simultáneamente a Roca y Juárez Celman.
Al día siguiente el viernes 18 de julio, el jefe militar de la revolución, Manuel J. Campos, y otros jefes militares como Figueroa, Casariego y Garaita, fueron detenidos por el gobierno acusados de conspiración. De ese modo la revolución inicialmente fue abortada.

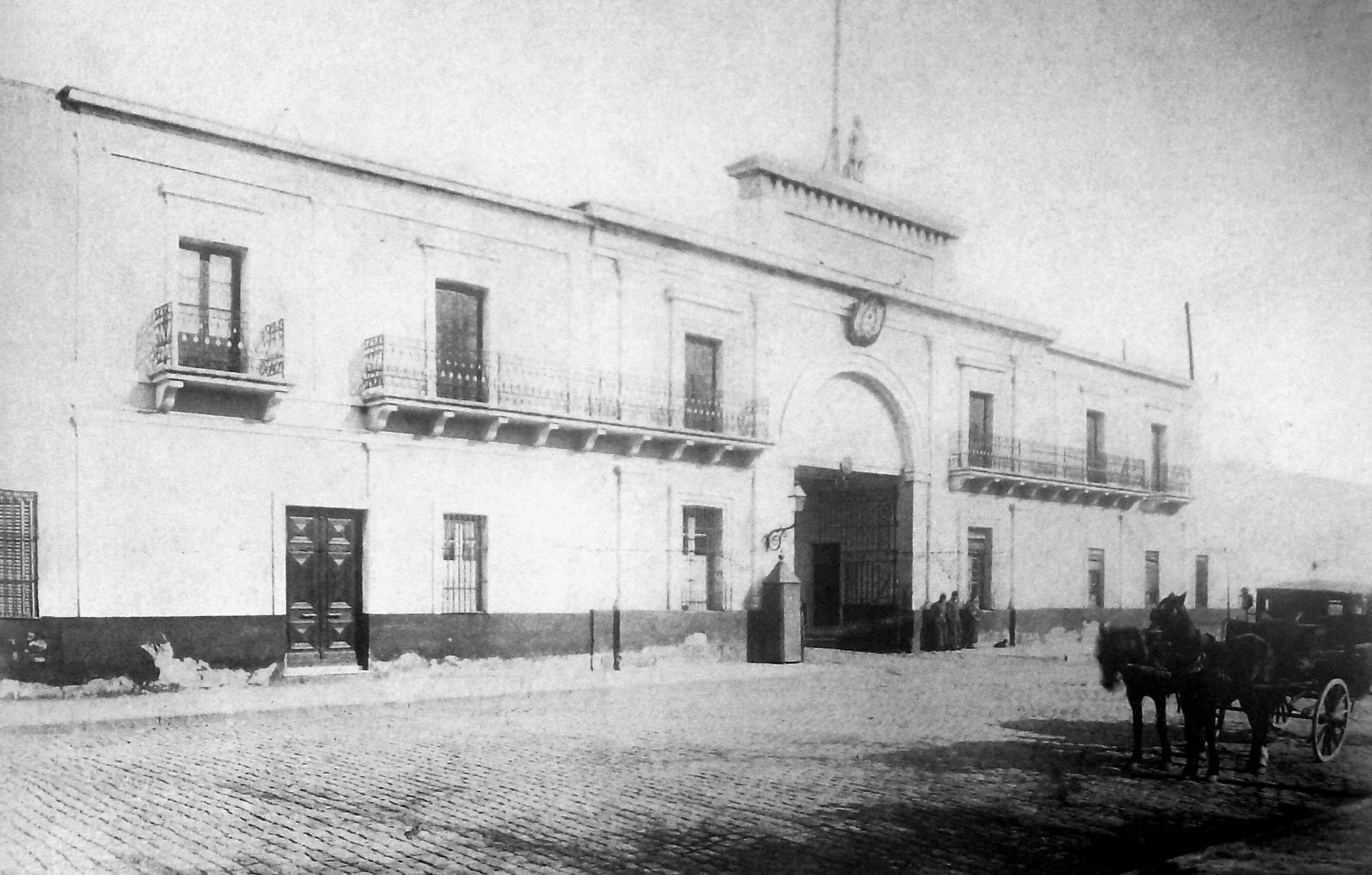
Entrada al Parque de Artillería ubicado frente a la Plaza Lavalle, en el lugar que luego ocupó el Palacio de Justicia de la Nación.

En los días posteriores a la detención del general Campos, sucedieron dos hechos históricos que han sido muy discutidos, y que desde un comienzo han estado relacionados con lo que ha dado en llamarse "el secreto de la Revolución del 90". En primer lugar el sumario para investigar la conspiración fue asignado a un militar simpatizante de la Unión Cívica, razón por la cual los detalles esenciales nunca fueron bien conocidos por el gobierno. En segundo lugar, el general Julio A. Roca mantuvo una reunión secreta con el general Campos en su lugar de detención, sobre cuyo contenido no hay testimonios directos. Adicionalmente, durante su detención, el general Campos convenció a los jefes del 10º Batallón de Infantería, donde estaba detenido, de pasarse a la revolución.
Todos los historiadores han destacado estos aspectos misteriosos de la Revolución del 90, y han mencionado la posibilidad de un acuerdo entre los generales Campos y Roca, así como un plan secreto de este último para utilizar la revolución en su propio provecho.
El miércoles 23 de julio el general Campos manda a decirle a Alem que había que continuar con la insurrección, que él se encontraba en condiciones de salir el día que se eligiera para el levantamiento. El viernes 25 de julio la Junta Revolucionaria decidió iniciar el levantamiento armado el día siguiente, a las 4:00. En esa reunión se decidió también que Leandro Alem asumiría como presidente provisional y se estableció quienes serían los ministros y el jefe de policía. Finalmente se aprobó el Manifiesto Revolucionario redactado por Lucio Vicente López y Aristóbulo del Valle.
El Dr. Guillermo Udaondo, un médico que tenía experiencia por haber estado en la Batalla de los Corrales Viejos en  1880, fue designado cirujano mayor del ejército revolucionario por el general Campos y organizó como jefe revolucionario de la sanidad, hallándose en el Parque de la Artillería, la atención médica con la colaboración del cirujano Alejandro Castro Sáenz y de Julio Fernández Villanueva. Entre los practicantes que participaron en la atención médica adhiriendo a la revolución se encontraban algunos futuros médicos de prestigio como Elvira Rawson, Máximo Castro, Joaquín V. Gnecco, Nicolás Repetto y Miguel Z. O'Farrel, entre otros, si bien debe señalarse que "los médicos...en la humanitaria tarea de socorrer heridos no tuvieron lado ni partido. Todos los médicos atendieron todos los heridos".

## La lucha armada

### Sábado 26 de julio

#### La concentración de las tropas

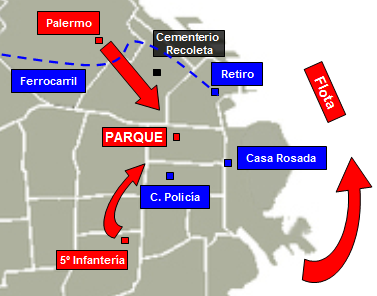
Posición de las fuerzas. En azul el gobierno, en rojo los rebeldes.

El sábado 26 de julio, entre las 4 de la madrugada (aún de noche) y las 8:00, las tropas de ambos bandos tomaron posiciones. El centro de los enfrentamientos estuvo ubicado en las plazas Lavalle y Libertad y en las calles adyacentes, pertenecientes al barrio de San Nicolás. A ello hay que sumarle la acción militar de la flota naval, también sublevada.

##### Las tropas revolucionarias

Escarapela con los colores de la Unión Cívica utilizada durante la sublevación

El levantamiento armado comenzó en la madrugada del sábado 26 de julio de 1890.
A las 4:00, Alem al mando de un regimiento cívico armado tomó el estratégico Parque de Artillería de la Ciudad de Buenos Aires, actual Plaza Lavalle (donde hoy se levanta el edificio de la Corte Suprema de Justicia), ubicado 900 metros de la casa de gobierno, frente a las obras recién iniciadas del Teatro Colón.
En el Parque de Artillería se concentraron los batallones 5°, 9° y 12° de infantería y 1° de artillería, el cuerpo de ingenieros, dos compañías del batallón 4° de infantería, la Escuela de Cabos y Sargentos, los cadetes mayores de la Escuela Militar y entre trescientos y cuatrocientos civiles.
Simultáneamente, desde Palermo, en la zona norte de la ciudad:
- El coronel Figueroa con la ayuda del coronel Mariano Espina sublevaron el Regimiento 9º de Infantería, ayudados por una extraña orden impartida al Regimiento 11º de Caballería, que lo vigilaba, de salir a practicar tiro a la madrugada. La orden ha sido atribuida a Roca.[57]
- Aristóbulo del Valle e Hipólito Yrigoyen lograron sublevar a los cadetes del Colegio Militar;[58]
- El general Manuel J. Campos sublevó el Batallón 10º de Infantería donde estaba detenido;[59]
- Los capitanes Manuel Roldán y Luis Fernández sublevaron el estratégico Regimiento 1º de Artillería, con sus nuevos cañones Krupp 75 al mando del mayor Ricardo Day.[60]

Todas estas tropas se reunieron y marcharon juntas como Columna Norte hacia el Parque de Artillería donde llegaron aproximadamente a las 6:00. Allí también concurrieron otros cuerpos militares rebeldes y cientos de milicianos "cívicos", sumando unos 1300 soldados, alrededor de 2500 milicianos, y toda la artillería existente en la capital.
Por su parte, desde el Sur, se sublevó el 5.º Batallón de Infantería, ubicado cerca de la estación Constitución, en la calle Garay y Sarandí, marchando también hacia el Parque, al mando del comandante Ruiz y el mayor Bravo. 

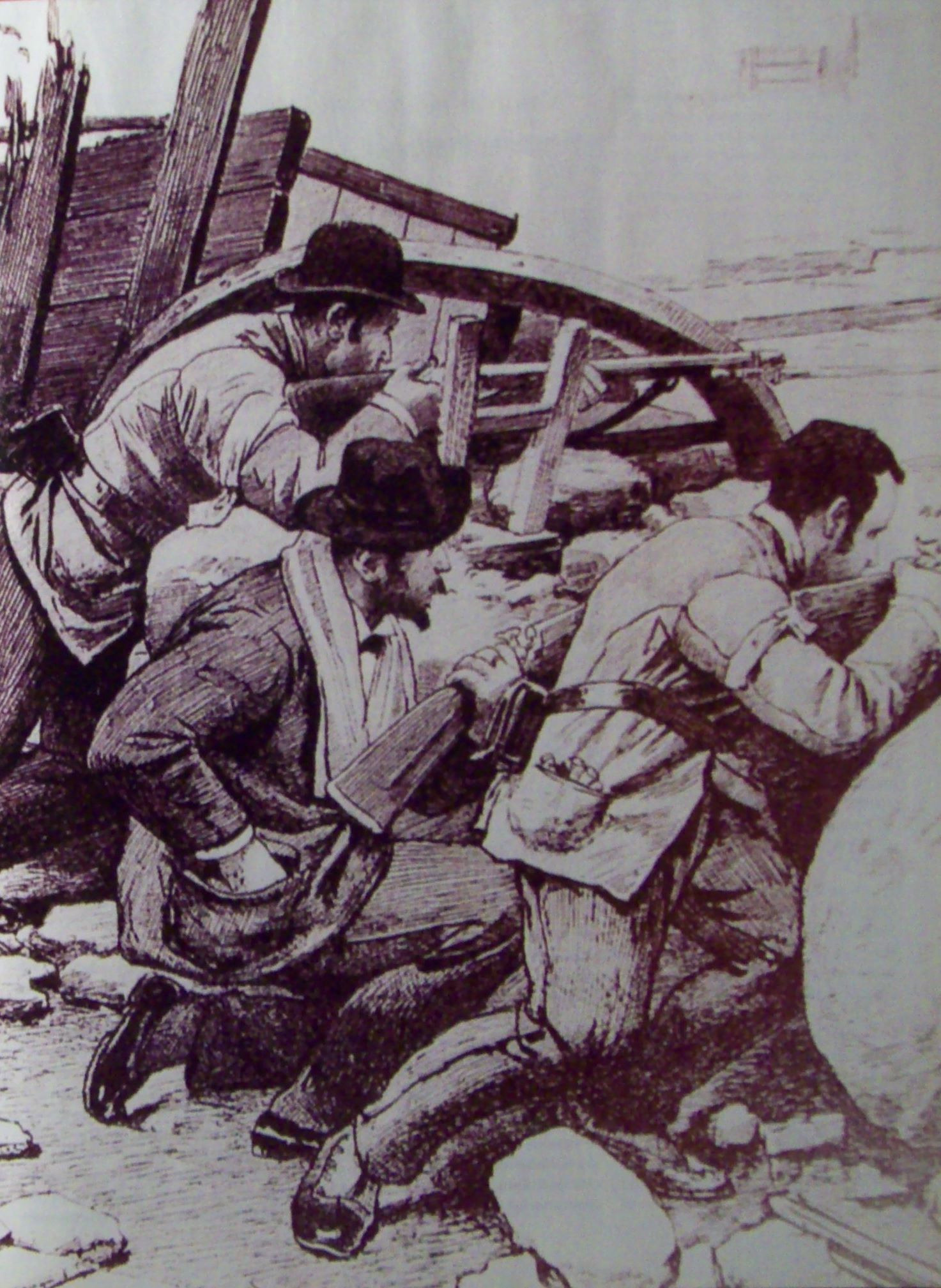
Escena de la Revolución del Parque.

También durante la madrugada, el teniente de navío Eduardo O'Connor sublevó la mayor parte de la escuadra naval ubicada en el puerto de la Boca del Riachuelo, al sur de la Casa Rosada. Los buques revolucionarios fueron el crucero Patagonia, buque insignia, el Villarino, el Ariete torpedera Maipú, y el monitor Los Andes. El control de la flota llevó un tiempo porque hubo un cruento enfrentamiento armado en la Maipú, y porque el almirante leal Cordero, logró maniobrar con el acorazado los Andes para entorpecer las acciones de los revolucionarios, hasta que la propia tropa del buque se amotinó y lo detuvo.
Finalmente las tropas revolucionarias contaban con el apoyo de civiles armados organizados en "milicias cívicas". La mayor parte de los milicianos civiles se sumaron a los cantones donde se ponían al mando del comandante de cada cantón. Sin embargo el cuerpo principal de las milicias cívicas estaba formado por la Legión Ciudadana, que reunía a unos 400 combatientes y estaba al mando de Fermín Rodríguez, Presidente del Club Independiente de la Concepción y miembro de la Junta Ejecutiva de la Unión Cívica; Emilio Gouchón era el Segundo Jefe. La Legión Cíudadana estaba organizada en cinco batallones, al mando de José S. Arévalo, Enrique S. Pérez, José Camilo Crotto (quien años más tarde sería gobernador de la Provincia de Buenos Aires por la Unión Cívica Radical), Francisco Ramos y José L. Caro, respectivamente.
Durante la Revolución se formó también otro cuerpo organizado de milicianos, el Batallón de Cívicos Buenos Aires, formado y comandado por el coronel Dr. Juan José Castro y como segundo jefe el comandante Pedro Campos. El Batallón Buenos Aires estaba organizado con una plana mayor, seis compañías de granaderos, una compañía de cazadores, y cuatro compañías de cívicos adicionales.

##### Las tropas del gobierno

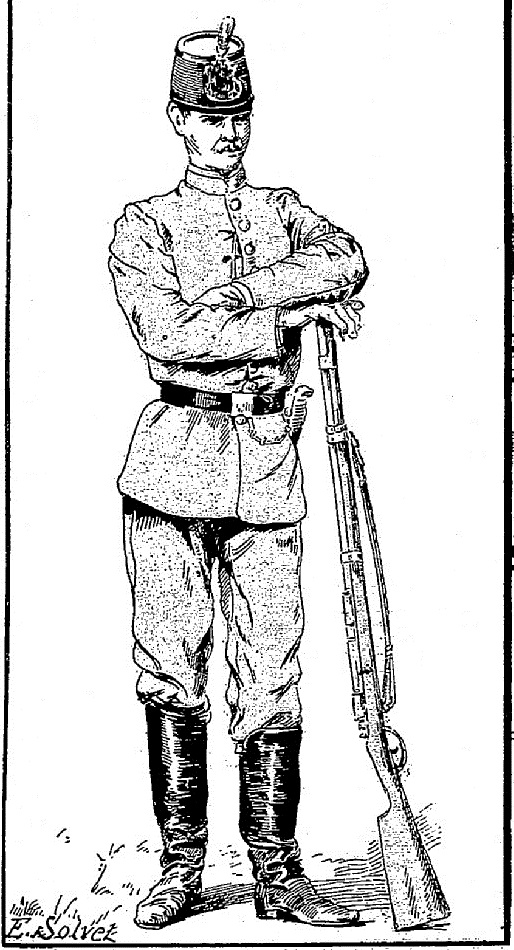
Soldado de infantería (L'Univers illustré, 1890).

Por su parte las tropas leales comenzaron a agruparse desde muy temprano también, debido a que varios funcionarios del gobierno se enteraron a primera hora de la sublevación.
El sitio principal donde se concentraron las fuerzas del gobierno fue el Retiro, en la zona noreste de la ciudad. Allí existía un importante cuartel en el lugar en que hoy se encuentra la Plaza San Martín. Además allí se encontraba la terminal de ferrocarril de Retiro, estratégica para traer las tropas ubicadas en las provincias. En Retiro se instalaron desde las 6:00 los hombres clave del gobierno: el presidente Miguel Juárez Celman, el vicepresidente Carlos Pellegrini, el presidente del Senado, Julio A. Roca, el ministro de Guerra, general Nicolás Levalle, quien tomaría el mando directo de las tropas leales, y el jefe de Policía, coronel Alberto Capdevila.
Levalle organizó sus fuerzas con eficacia en el cuartel de Retiro, adonde hizo llevar tres pequeños cañones que se encontraban en la base de la Prefectura del puerto del Riachuelo y se utilizaban para salvas y otro utilizado para prácticas en el Colegio Militar, ya que toda la artillería había quedado en manos rebeldes. También hizo regresar algunos batallones que intencionalmente había alejado días antes de la Capital Federal en previsión del levantamiento cuya existencia ya conocía y, finalmente, combatió en primera fila cuando junto a sus hombres marchó hacia la Plaza Libertad.
Por otra parte, unos 3000 agentes de policía se concentraron en el Departamento de Policía, en el límite sudoeste del barrio Monserrat, en las actuales calles Moreno y Virrey Cevallos.
La Casa Rosada quedó básicamente indefensa, custodiada por algunos policías.
Una vez que el gobierno se encontró reunido en el cuartel de Retiro, Pellegrini y Roca recomendaron que el presidente Juárez Celman saliera de Buenos Aires en dirección a Campana. Juárez Celman se opuso, imaginando con razón una conspiración interna, pero la unanimidad del gabinete no le dio margen para sostener su posición. De ese modo el mando político quedó en manos de Pellegrini y Roca.
Como cirujano mayor de las fuerzas del gobierno en operaciones se desempeñó el doctor Eleodoro Damianovich, que era el jefe de Sanidad del Ejército, quien el 27 de julio a las 3 de la mañana nombró director del Hospital Militar Central al médico Carlos Lisandro Villar. Al frente de la Asistencia Pública, que funcionaba en la calle Esmeralda 66 estaba el doctor Eugenio F. Ramírez, que organizó dos salas de sangre a cargo de los Dres. Desiderio Davel y Antonio Gandolfo donde se atendieron inicialmente a los heridos antes de derivarlos al Hospital Militar o a hospitales comunes. Por su parte la Cruz Roja Argentina apenas comenzadas las acciones dirigió una comunicación a los jefes de ambos bandos exhortándoles a que respetaran e hicieran respetar las insignias neutrales de la institución y envió dos carros de hielo, uno a Retiro y otro al Parque de la Artillería.

#### El general Campos ordena quedarse dentro del Parque

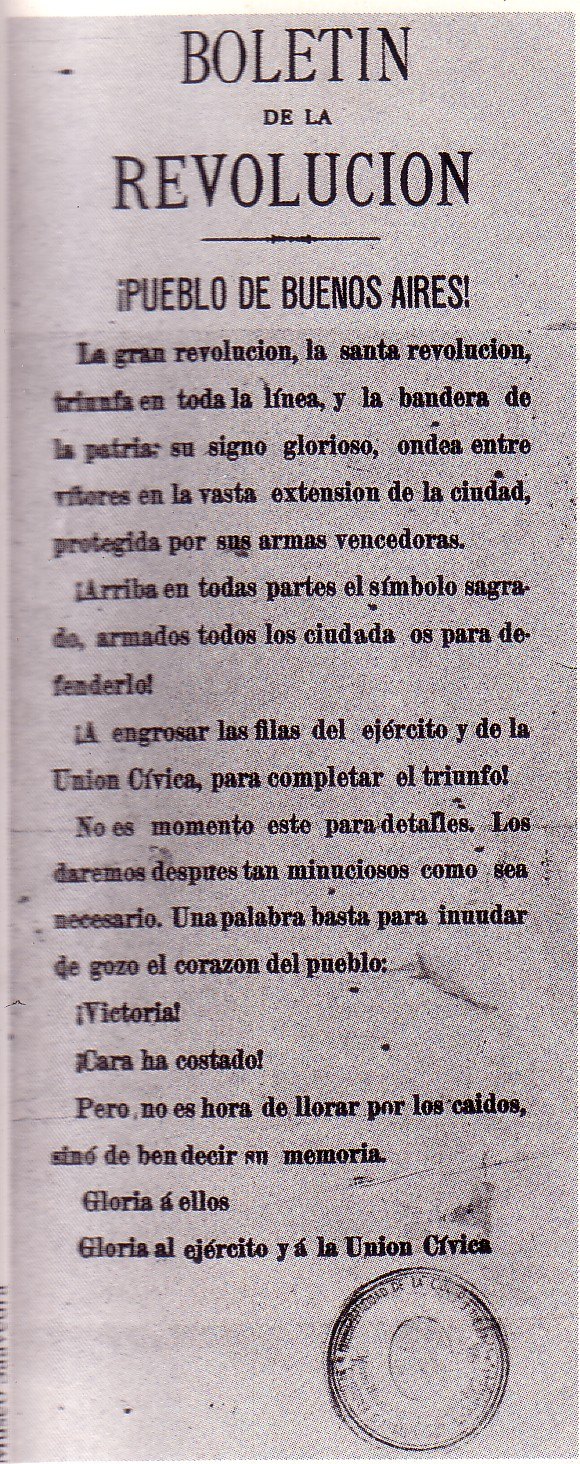
Cartel revolucionario.

Una vez concentradas las tropas revolucionarias en el Parque de Artillería, el general Manuel J. Campos cambió el plan establecido la noche anterior, y en lugar de atacar las posiciones del gobierno y tomar la Casa Rosada, dio la orden de permanecer en el interior del Parque.
Esta decisión de Campos ha merecido todo tipo de análisis. La gran mayoría de los historiadores están de acuerdo en que Campos había llegado a un acuerdo secreto con Julio A. Roca días antes, cuando este último lo visitó mientras estaba detenido. Al parecer Roca fomentó el levantamiento, con el fin de provocar la caída del presidente Juárez Celman, y al mismo tiempo evitar, por medio de su acuerdo secreto con el general Campos, que las fuerzas rebeldes tomaran la ofensiva y derrotaran a las tropas del gobierno, lo que hubiera instalado a Leandro Alem como presidente provisional y terminado con el poder del todopoderoso Partido Autonomista Nacional.
Los argumentos dados por el general Campos para tomar semejante decisión fueron variando durante el día y llegaron a ser en algunos casos absurdos. Primero sostuvo que los soldados debían conocerse entre sí y que debían alimentarse. Luego adujo que estaba esperando que las tropas leales se pasaran a la revolución, y más tarde argumentó que su plan era provocar la entrada de las fuerzas del gobierno en la Plaza Lavalle, a través de las calles Viamonte y Tucumán, y derrotarlas en una sola gran batalla.
Al permanecer dentro del Parque, el general Campos permitió, primero, que el gobierno se organizara en Retiro, y luego que tomara la ofensiva sobre las posiciones de los revolucionarios, mientras nuevas tropas provenientes de las provincias iban sumándose a las fuerzas del gobierno. Por otra parte, muchas tropas que estaban esperando la ofensiva rebelde para pasarse de bando, como los policías que custodiaban el cuartel central y algunos regimientos de la provincia de Buenos Aires, finalmente desistieron de hacerlo ante la inacción de los revolucionarios.
Leandro Alem cuestionó inicialmente esa decisión del general Campos porque se apartaba del plan revolucionario, pero finalmente terminó aceptándola sin plena conciencia de que con ella se afectaba gran parte de las posibilidades de éxito de la revolución. El propio Alem reconoce luego este grave error, en su informe de fin de año a la Unión Cívica sobre los acontecimientos de julio:

Yo asentí a Ias modificaciones del plan militar revolucionario, que en aquel momento supremo, me hizo el general de nuestro ejército, invocando la serie de argumentos referidos y otros por el estilo; y en consecuencia envié las intimaciones a los jefes de cuerpos de gobierno y el jefe de policía. Reconozco que fue un error de graves consecuencias, el haber aceptado yo estas modificaciones al plan militar combinado con todo acierto de antemano; pero como se trataba de operaciones de guerra, a las que el general del Ejército ponía tantas objeciones terminé por ceder. Para mí, el fracaso de la revolución consistió en no haberse ejecutado él plan militar hecho por la Junta Revolucionaria. Comprendiendo ahora la inmensa trascendencia que tuvo esa modificación del plan referido, veo que debí someter a una junta de guerra esa modificación tan radical del movimiento revolucionario, y no aceptar yo solo semejante responsabilidad.

El general Campos ordenó entonces defender el Parque y para ello hizo instalar los cañones Krupp en las seis bocacalles que guardaban los accesos. Así lo hizo el mayor Ricardo Day, con la ayuda de los capitanes Roldán y Fernández y el teniente Layera. Especialmente crítica sería las baterías ubicadas en la esquina de Talcahuano y Viamonte, en la puerta de la Escuela Avellaneda, a una cuadra del Parque sobre la misma vereda.

#### Los cantones

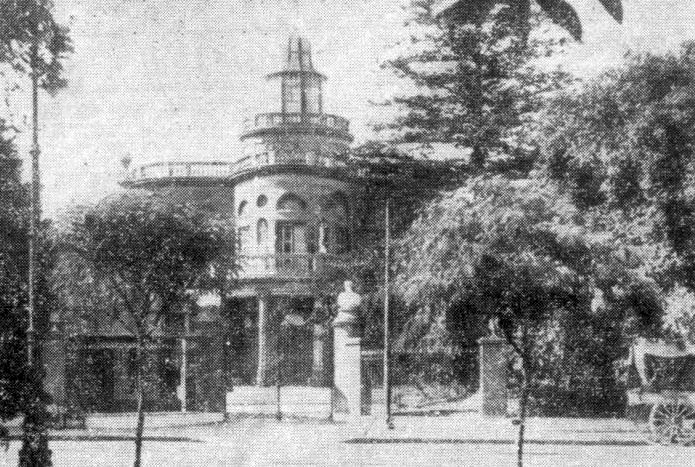
El Palacio Miró, usado como principal cantón revolucionario.

Los civiles que fueron al Parque para sumarse a la revolución, recibieron allí armas y la orden de instalar cantones y barricadas en las bocacalles que rodeaban al Parque. Los cantones eran puestos militares instalados en casas ubicadas estratégicamente en las esquinas. Tanto los revolucionarios como las tropas leales tomaban esas casas y se instalaban en las azoteas, balcones y ventanas, desde donde atacaban a cualquier fuerza enemiga que se acercara. Los cantones revolucionarios solían combinarse con barricadas hechas con los adoquines de las calles.
Se estima que existieron unos 50 cantones revolucionarios, concentrados en unas 100 manzanas, donde se instalaron unos 2500 milicianos cívicos, que utilizaban boinas blancas para distinguirse. Al norte llegaban hasta la calle Paraguay (a tres cuadras del Parque); por el sur llegaban hasta la calle Moreno, frente al Cuartel de Policía, a 8 cuadras del Parque; por el oeste llegaban a la calle Junín, a 7 cuadras del Parque, y por el este hasta Suipacha, a 4 cuadras.
El cantón más importante fue instalado en el Palacio Miró, una enorme mansión con jardines ubicada frente a la Plaza Lavalle, con sus construcciones cercanas a la esquina de Libertad y Viamonte, que estuvo al mando del mayor Carmelo Cabrera, primero y del capitán Cortina, después. El cantón del Palacio Miró llegó a tener 100 combatientes y una ametralladora en la azotea. Las batallas le produjeron grandes daños.
Otro importante cantón se instaló en la Escuela Avellaneda, en la esquina de Viamonte y Talcahuano, donde también se instaló una batería de cañones. Por la cantidad de muertos que allí se produjeron fue conocido como la Esquina de la muerte. Entre otros combatientes que allí fallecieron, se encontraba el hermano del general Campos, el coronel Julio Campos, así como el capitán Manuel Roldán, uno de los fundadores de la Logia de los 33 Oficiales.
También fue de importancia el Cantón General Mitre, uno de los más avanzados y que más ataques recibió. Estaba ubicado en Córdoba y Talcahuano y a las órdenes del coronel Juan José Castro. Entre los combatientes que hallaron la muerte en este cantón se encuentra el niño N. Díaz, encargado del tambor de órdenes.
El Cantón Frontón Buenos Aires estaba ubicado en Viamonte entre Libertad y Cerrito. Estuvo en permanente combate y llegó a estar completamente rodeado por las fuerzas del gobierno sin rendirse.
Otros cantones importantes fueron:

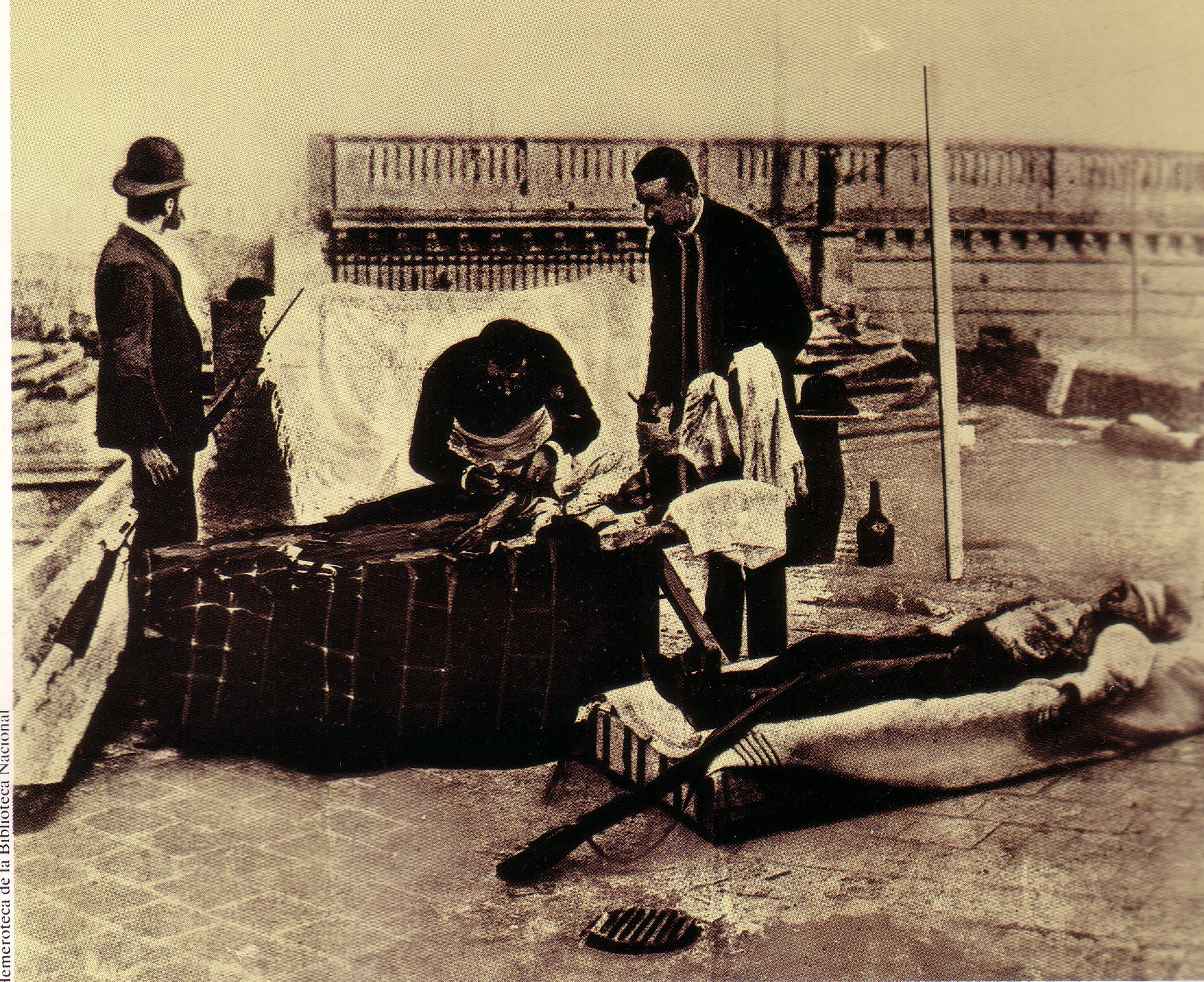
Heridos en los combates atendidos en una azotea.

- Cantón "Julio Campos", en honor al coronel muerto en combate, ubicado en Rivadavia y Santiago del Estero (ángulo S.E.), bajo el mando de Francisco Fernández;
- Lavalle y Cerrito (ángulo S.E.) bajo el mando del teniente Leandro Anaya, quien años después, durante el gobierno de Hipólito Yrigoyen, sería Comandante en Jefe del Ejército;
- Talcahuano y Piedad (hoy Bartolomé Mitre). Fue muy importante porque ocupaba tres esquinas. Estuvo al mando del miliciano Mariano H. De la Riestra (ver foto);
- Lavalle 1439, entre Uruguay y Paraná, bajo el mando del miliciano Luis N. Basil;
- Cantón N.º 1, ubicado en Libertad entre Lavalle y Tucumán, al mando del capitán Augusto C. Fortunato;
- Lavalle y Paraná, al mando del capitán D. Gualberto V. Ruiz;
- Talcahuano y Lavalle (Angulo S.E.), probablemente ubicado en el Café del Parque, al mando del miliciano Domingo A. Bravo, donde solían ubicarse los jefes civiles de la revolución;
- Paraná y Tucumán (ángulo N:O), al mando del cadete del Colegio Militar Ramón Tristán;
- Rivadavia y Junín (ángulo N.O.) al mando del miliciano Antonio Martínez;
- Lavalle, entre Libertad y Cerrito (casi esquina Libertad, sobre la derecha) se mantuvo en permanente combate los tres días; y estuvo al mando del tirador español José López;
- Cantón "General Campos", en Rivadavia y Rodríguez Peña (ángulo N.O.) bajo el mando del miliciano y abogado Carlos D. Benítez;
- Cantón "Libertad" en Lavalle y Callao, bajo el mando del miliciano Eduardo Farías;
- Uruguay entre Tucumán y Viamonte, bajo el mando del miliciano Alejandro Suárez;
- Artes (hoy Pellegrini) 526, al mando del miliciano José Fernández.[63]

También la conocida confitería del Molino fue cantón revolucionario al igual que la iglesia y convento jesuita del Salvador ubicado en la manzana rodeada por Lavalle, Callao, Tucumán y Riobamba.
Los rebeldes organizaron también un "hospitales de sangre" en el frente, con médicos y estudiantes voluntarios. Entre ellos se destacaron el Dr. Julio Fernández Villanueva que murió en Libertad y Viamonte rescatando heridos, la estudiante de medicina Elvira Rawson que luego se convertiría en la segunda mujer médica del país y destacada feminista, y el Dr. Juan B. Justo quien seis años después fundaría el Partido Socialista.

#### Errores iniciales

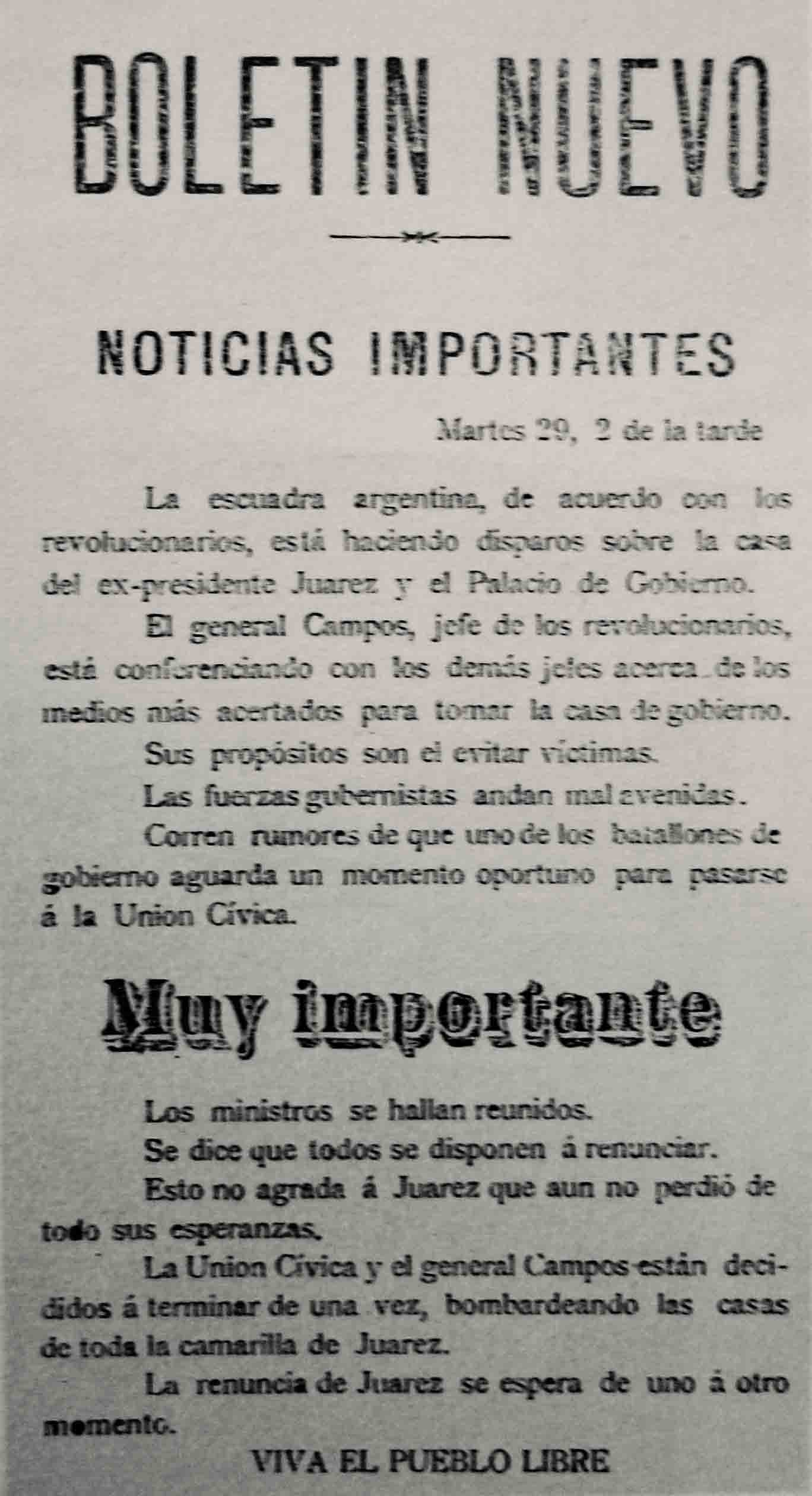
Boletín de la Revolución.

El plan revolucionario incluía la detención de los líderes del gobierno: Miguel Juárez Celman, Carlos Pellegrini, Julio A. Roca, y el general Nicolás Levalle. La acción era importante no sólo para desorganizar al gobierno, sino también para evitar una guerra civil, en caso de un éxito inicial de la revolución, frente al cual era previsible esperar que el gobierno se hiciera fuerte en las provincias y desde allí se reorganizara.
La tarea debió haber sido realizada por los milicianos civiles, pero por causas que nunca fueron del todo aclaradas, las detenciones no se realizaron. Al parecer la razón de fondo se debió a una muy deficiente organización de la misión por parte de la Junta Revolucionaria de la Unión Cívica.
La falta de detención de las cabezas del gobierno permitió una rápida organización de las fuerzas leales y contribuyó considerablemente a la derrota de la revolución.
Otro importante error inicial estuvo relacionado con la cantidad de municiones a disposición de los revolucionarios. Al iniciarse el movimiento los líderes civiles y militares calculaban que en el Parque de Artillería existían 510.000 cartuchos de Remington. Sin embargo, recién al promediar la lucha, los revolucionarios notaron que las municiones no alcanzaban ni a la mitad de lo calculado. Algunas fuentes han atribuido el error a la corrupción reinante en el gobierno y la adulteración de los libros; otras fuentes han sostenido que la confusión sobre la cantidad real de municiones fue deliberadamente causada por el general Campos para llevar la revolución a la derrota, o que los líderes de la revolución cometieron el error garrafal de no verificar personalmente las existencias.
También hubo dificultades para comunicarse con la flota de guerra sublevada. El plan establecía que se realizaran señales mediante globos. Pero los globos no se consiguieron y la comunicación con la flota se vio afectada, evitándose así la coordinación de las acciones.

#### Primeros combates

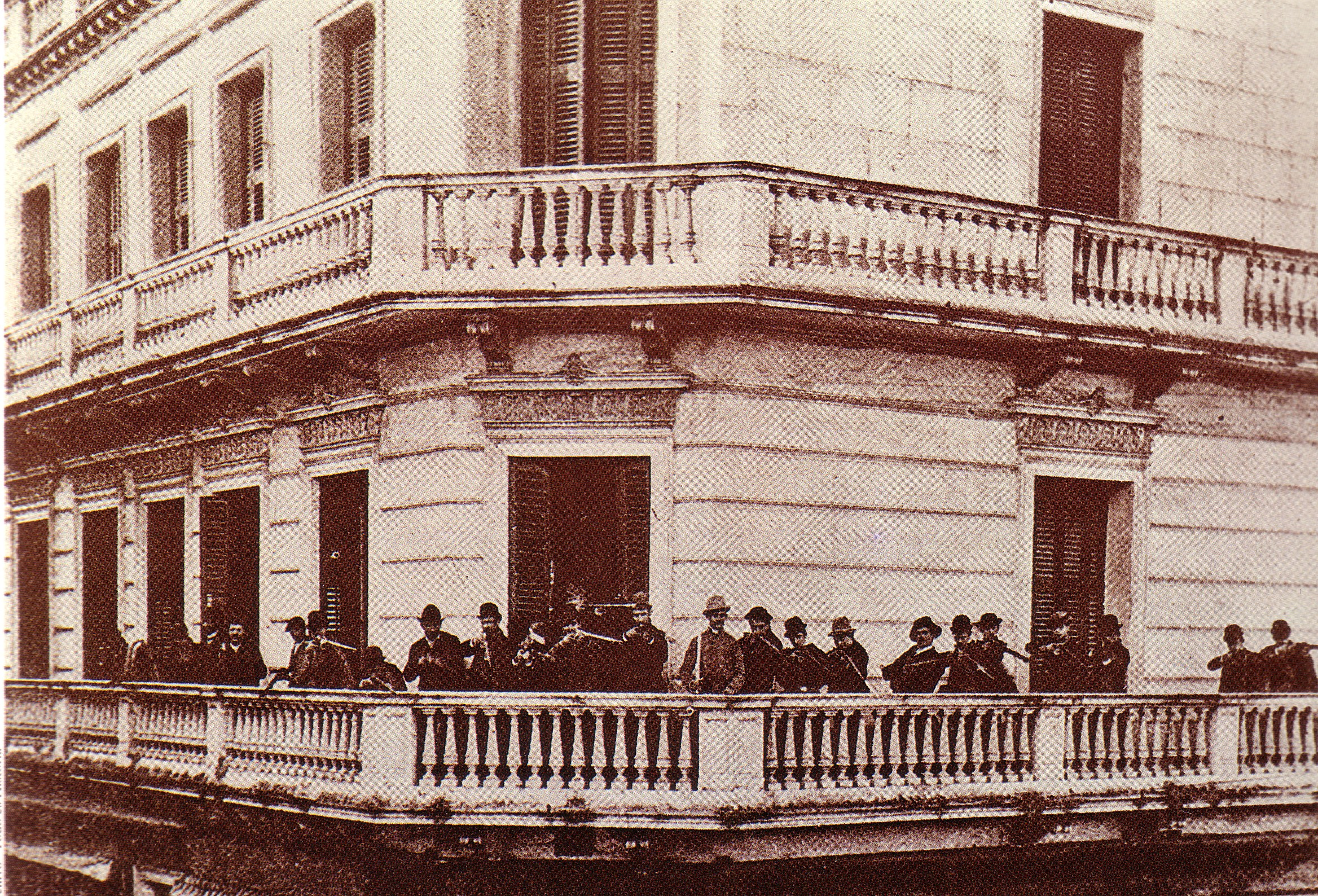
Revolucionarios en el cantón de Piedad (Mitre) y Talcahuano.

A primera mañana llegó al Parque el jefe de Policía coronel Ramón Falcón a tomar el mando de las tropas policiales que lo resguardaban, quedando detenido por los revolucionarios. Varios años después Falcón sería designado Jefe de Policía y ordenaría una sangrienta represión contra una marcha sindical, para luego morir asesinado en un atentado anarquista.
Entre las 8:30 y las 9:00, se produjo un fuerte tiroteo en Paraná y Corrientes. Al mismo tiempo, dos numerosas columnas de policías de 100 hombres cada una, dirigidos por el mayor Toscano, atacaron las posiciones rebeldes sobre la calle Cerrito, por Viamonte y por Lavalle. En este último caso los policías conducidos por el comisario Sosa intentaron llegar a la Plaza Lavalle en tres tranvías.
El ataque fue rechazado por varios batallones del 9º de Infantería al mando del coronel Espina, quien discrepaba abiertamente con la actitud pasiva de General Campos, con apoyo de las milicias desde los cantones cívicos y las barricadas, y la artillería ubicada en Plaza Lavalle. Los combates causaron gran cantidad de bajas en ambos bandos. Entre los heridos estaba el propio jefe de Policía, coronel Capdevila.

#### El bombardeo naval

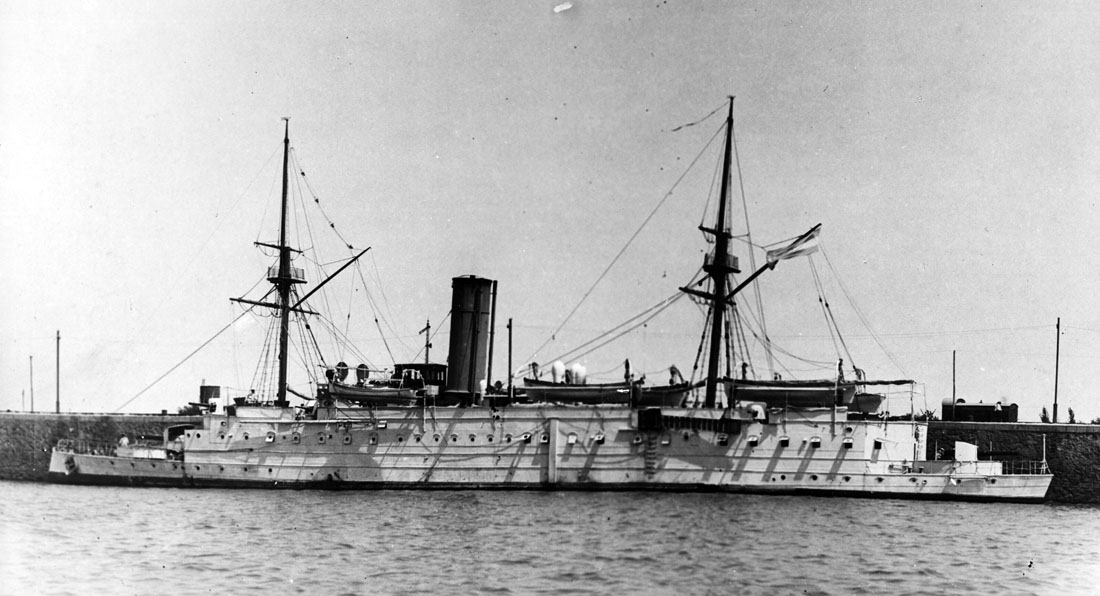
Crucero La Patagonia, buque insignia de la flota revolucionaria que bombardeó Buenos Aires.

La flota sublevada, aunque con graves problemas de comunicación con los jefes rebeldes en el Parque, zarpó de su base en la boca del Riachuelo, se ubicó detrás de la Casa Rosada y comenzó a bombardear al azar el cuartel de Retiro, el Cuartel de Policía y la zona aledaña al sur de la ciudad, y la Casa Rosada. En dos días dispararían 154 obuses sobre la ciudad.
La efectividad del ataque de la flota se redujo porque, por un lado careció de posibilidades de verificar los blancos y coordinarlos con las tropas de tierra. Por otra parte, los barcos de guerra extranjeros que se hallaban en el puerto de Buenos Aires, sobre todo el de la nave Tulapoose de Estados Unidos, intimaron a la flota rebelde el cese del bombardeo de la ciudad. Por esta acción los marinos estadounidenses serían luego condecorados por el gobierno argentino.

#### De la batalla de Plaza Libertad a la batalla de Plaza Lavalle

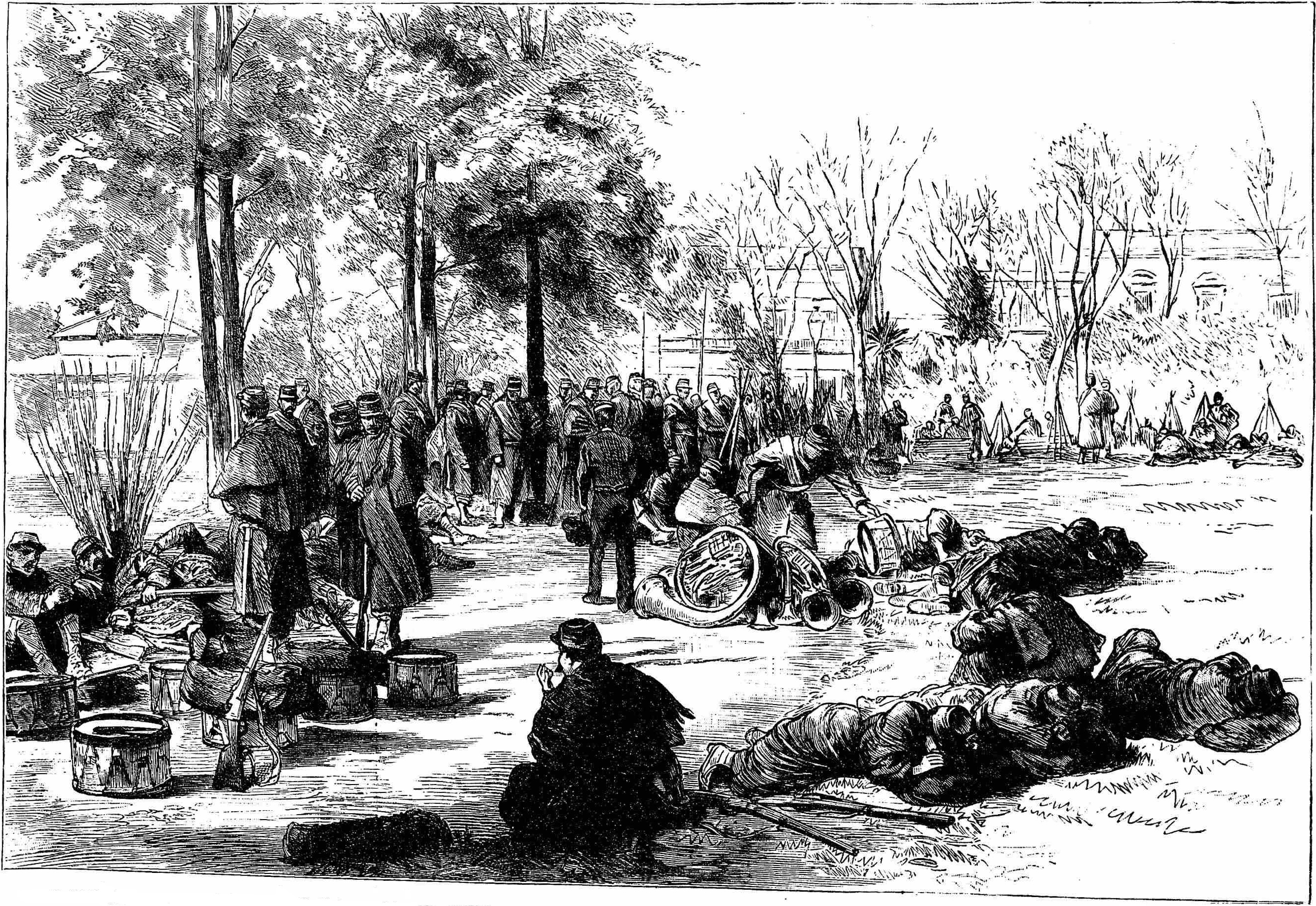
Las tropas del gobierno se reclina en la Plaza Libertad, a unos trescientos yardas de la Plaza Lavalle, después de su primer encuentro con los insurgentes (The Graphic, 1890).

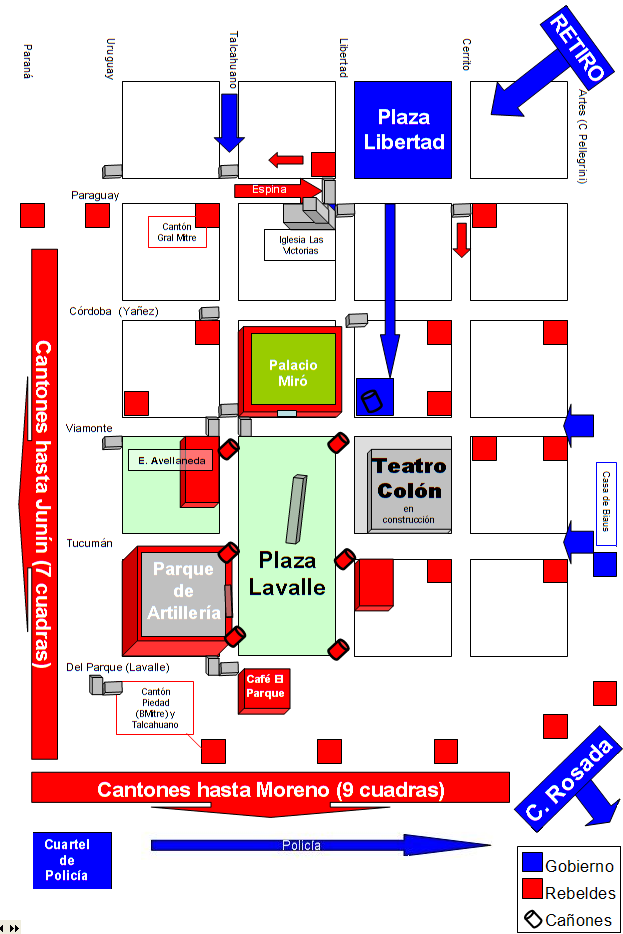
Operaciones militares durante la R90. En azul las fuerzas del gobierno, en rojo las revolucionarias.

Poco después, a media mañana, el general Levalle personalmente, organizó una gran fuerza integrada por caballería, infantería y policía, y partió de Retiro a través de Santa Fe y luego por Cerrito. Al entrar en la Plaza Libertad, las tropas del gobierno recibieron un fuerte ataque desde los cantones cívicos ubicados sobre la calle Paraguay y el campanario de la Iglesia de las Victorias (esquina Paraguay y Libertad). La caballería del gobierno atacó los cantones, pero sufrió grandes bajas y las fuerzas se desbandaron. Se ha estimado en más de 300 muertos y heridos solamente en las filas oficiales. El propio Levalle fue tirado de su caballo y el jefe de policía, teniente coronel Alberto Capdevila fue herido.
Por otra parte los cañones en poder de los rebeldes bombardearon sistemáticamente las posiciones del gobierno.
Al comenzar la tarde los revolucionarios al mando del subteniente Balaguer se disponían a ocupar la Plaza Libertad. En ese momento el general Campos tomó otra discutida decisión ordenándole al subteniente José Félix Uriburu que llevara la orden de suspender inmediatamente la ofensiva y volver al Parque.
Una vez más, la decisión de Campos permitió a las fuerzas del gobierno reorganizarse y tomar la Plaza Libertad durante la tarde, donde instalaron el cuartel general y el propio Carlos Pellegrini su despacho.

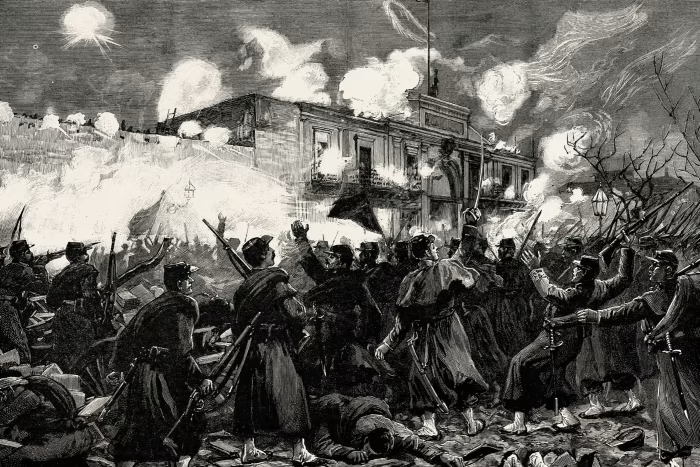
La lucha fuera del arsenal y cuartel, Plaza Lavalle, los primeros edificios incautados por los insurgentes (The Graphic, 1890).

Poco después, las fuerzas del gobierno, impedidas de avanzar por la calle Libertad o Talcahuano hacia Plaza Lavalle debido al enorme Cantón del Palacio Miró y los cañones dirigidos por Day, tomaron una audaz decisión de atravesar las manzanas que se encontraban frente a la Plaza Libertad por el medio. De ese modo pudieron llegar hasta la esquina de Viamonte y Libertad y establecerse frente al Cantón del Palacio Miró y en la esquina noreste de la Plaza Lavalle, instalando allí también uno de los cañones. De este modo el centro de los enfrentamientos se trasladó a la plaza Lavalle que se convirtió en un gran campo de batalla.
Tomada esa posición, Levalle ordenó otro avance por la calle Talcahuano contra las posiciones revolucionarias en la Plaza Lavalle. Descubiertas por los cantones ubicados sobre la calle Talcahuano (el cantón general Mitre, el del Palacio Miró y el de la Escuela Avellaneda), las tropas del gobierno sufrieron un enérgico ataque por parte del batallón encabezado por el coronel Espina y apoyado por los cañones del mayor Day. Las fuerzas leales fueron completamente diezmadas. Fue en este combate en el que murieron gran parte de los soldados y milicianos que defendían el Cantón de la Escuela Avellaneda, entre ellos el coronel Julio Campos, hermano del jefe revolucionario, quien además era el encargado de llevar las armas para las tropas sublevadas en la ciudad de La Plata. 
En esas condiciones cayó la noche y los combates prácticamente cesaron. Los revolucionarios aprovecharon la noche para consolidar sus posiciones y extender los cantones.

#### La situación sanitaria
Pronto se notó la escasez de elementos para la atención de los heridos que se iban acumulando. En el hospital de sangre del Parque de la Artillería se comenzó a evacuarlos a distintos hospitales de la ciudad después de haberles brindado los primeros auxilios, en el Hospital Central Militar tuvieron que habilitar nuevas salas y utilizar las camas de los empleados y de la servidumbre adquiriendo colchones y almohadas, y la Cruz Roja pedía "hilas, vendas, vendajes, medicinas, camas, ropas, dinero, etc."

### Domingo 27 de julio

#### Batalla en Córdoba y Talcahuano y cese del fuego

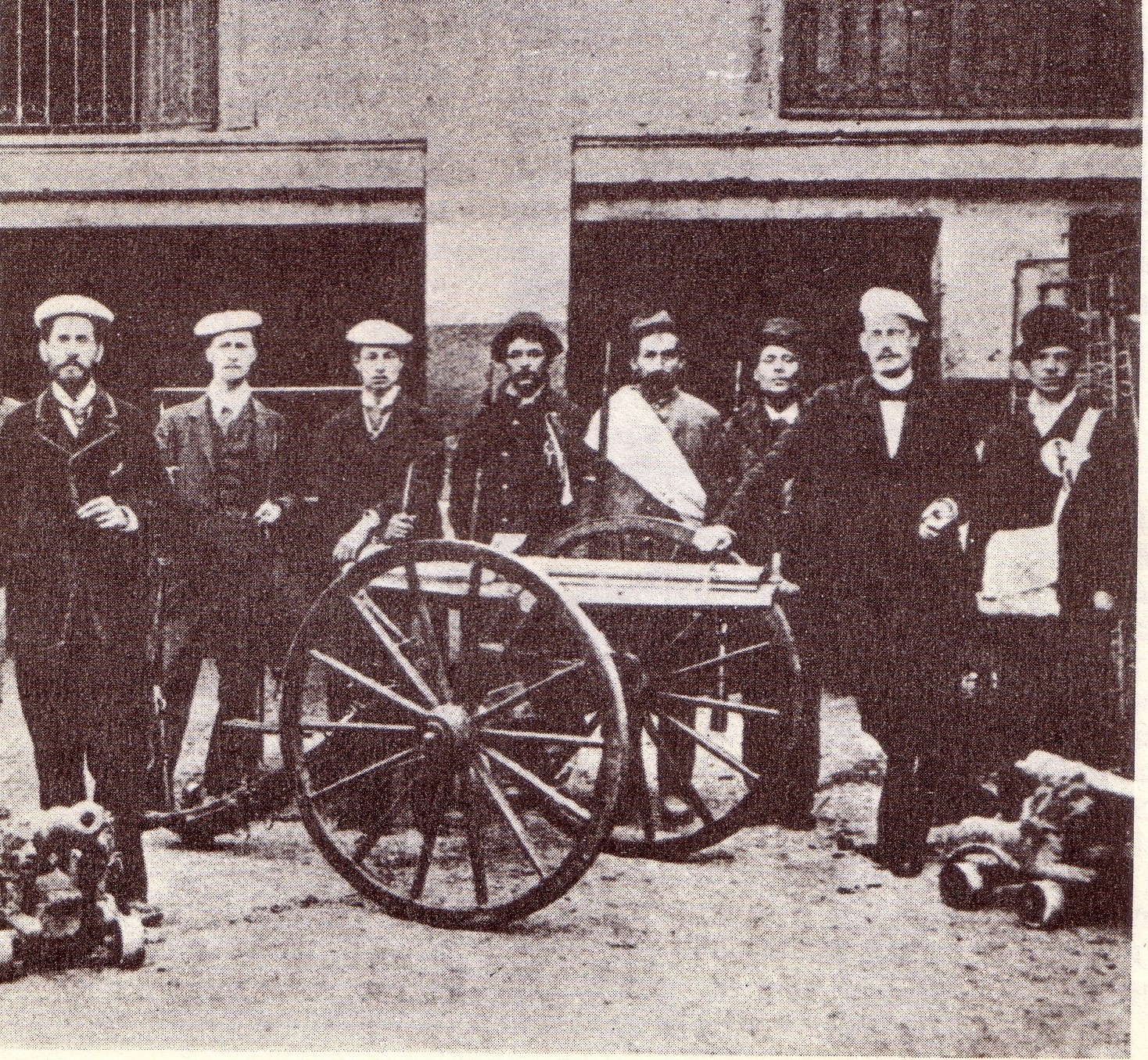
Los cañones Krupp 75 en poder de los revolucionarios desequilibraron los combates. Aquí un grupo de revolucionarios posa con dos cañones de avancarga y una ametralladora Gatling.

El día 27 de julio amaneció con una densa niebla. A primera hora el general Levalle volvió a ordenar un ataque de las tropas del gobierno contra las posiciones revolucionarias por la calle Talcahuano. Las tropas leales avanzaron entonces cubriéndose con fardos de pasto.
El "Cantón Bartolomé Mitre", ubicado en Córdoba y Talcahuano fue el punto crucial del combate durante más de dos horas. Finalmente, las baterías del mayor Day, que había colocado un segundo cañón sobre Talcahuano, definieron el combate causando gran cantidad de muertos.
En esas circunstancias el coronel Mariano Espina, desatendiendo las órdenes de Campos, contraatacó por la misma calle Talcahuano, con la intención de atacar la Plaza Libertad por el flanco izquierdo. La lucha se hizo cuerpo a cuerpo utilizando las bayonetas, y tomando casa por casa las posiciones leales, con el apoyo de la artillería de Day.
A las 10:00, la batalla estaba en su apogeo cuando sonaron los clarines de ambos bandos ordenando el cese del fuego.

#### La "tregua"
A media mañana el general Campos anunció que las municiones se acababan y que era necesario pedir una tregua, con la excusa de enterrar a los muertos, para obtener más municiones. Se trataba de una situación por demás extraña. Al parecer las existencias de municiones en el Parque eran menos de la mitad de lo que se había informado el día anterior. Poco después Leandro Alem decía:

Al momento vi que era una falta grave en un jefe militar que no hubiera verificado los elementos de guerra cuando llegó al Parque, pero no quise hacerle recriminaciones en ese momento supremo de rudo batallar.

La Junta Revolucionaria sostuvo entonces que debía realizarse el ataque decisivo de inmediato, pero el general Campos volvió a oponerse. Los jefes civiles llegaron a pensar en relevar a Campos pero no se atrevieron y aceptaron pedir la tregua. El historiador Cabral sostiene que esa decisión fue la causa inmediata de la derrota de la revolución. El tiempo fortalecía al gobierno, que esperaba nuevas tropas y artillería provenientes de las provincias. Al parecer, los jefes revolucionarios y en especial Alem, no llegaron a comprender el papel que estaba desempeñando Campos y aceptaron una vez más sus propuestas para no comprometer la alianza con el sector militar.
Poco después, Aristóbulo del Valle, en representación de la Junta Revolucionaria, se dirigió a la Plaza Libertad, donde estaba el cuartel general del gobierno y se entrevistó allí con Carlos Pellegrini. Acordaron una tregua de 24 horas para enterrar a los muertos.
Mientras la Junta Revolucionaria envió algunos delegados, entre los que se encontraba José María Rosa, para que se dirigieran a la flota en busca de municiones, pero solo obtuvieron una escasa cantidad.
Entretanto, los revolucionarios aprovecharon la tregua para difundir entre los rebeldes y la población las ideas que inspiraban a la Unión Cívica. La revolución contó con el apoyo decisivo de la popular revista Don Quijote (1884 - 1905), cuya alma eran los dibujantes Eduardo Sojo (Demócrito) y Manuel Mayol Rubio (Heráclito). Leandro N. Alem dijo luego que la revolución del Parque la hicieron el pueblo y "Don Quijote".
Por otra parte la revolución contó con el apoyo de Mauricio G. Alemann, propietario del diario Argentinisches Tageblatt, quien le facilitó su imprenta para imprimir la proclama revolucionaria y los panfletos.

#### La mediación de Dardo Rocha
Aprovechando la tregua comenzaron a actuar como mediadores algunas personalidades como Dardo Rocha, el banquero Ernesto Tornquist, Luis Sáenz Peña, el general Benjamín Victorica, y Eduardo Madero.
Los revolucionarios pusieron dos condiciones fundamentales: amnistía para todos los participantes y la renuncia del presidente.
En un primer momento, el vicepresidente Carlos Pellegrini, que ante la renuncia del presidente Juárez Celman pasaba a ser el presidente, aceptó la propuesta. Pero luego se opuso, al enterarse de que Roca también estaba negociando la renuncia del vicepresidente.

### Lunes 28 de julio

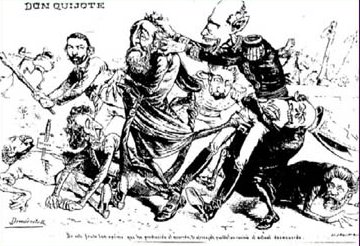
Don Quijote: apoyó activamente la revolución.

#### El plan de Day y la decisión de capitular
Esa tarde se realizó en el Parque una reunión de la Junta de Guerra, con participación de la Junta Revolucionaria. El general Campos informó que no había municiones para continuar la lucha. Inmediatamente otros militares sostuvieron que había que detener la insurrección. Contra la opinión general, el mayor Day sostuvo que había que continuar y propuso un plan: avanzar las líneas revolucionarias en dos direcciones simultáneas, por Talcahuano y por Lavalle hasta alcanzar por ambas el Río de la Plata. De ese modo el gobierno quedaría rodeado por ambos flancos en un triángulo cuya base sería el río donde se encontraba la flota rebelde. El plan de Day fue rechazado y se decidió capitular.
Inmediatamente después, y mientras la Junta aún se hallaba reunida, recomenzó la lucha. Espina, había dado órdenes de atacar, porque la tregua había terminado. Inmediatamente se le ordenó detener el ataque, pero su actitud demostraba el descontento de una gran parte de los revolucionarios con la rendición.

### Martes 29 de julio
El martes 29 de julio se firmó la capitulación en el Palacio Miró, estipulando las condiciones de la rendición y el proceso de desarme de la tropa.
Pese a la rendición firmada por los líderes revolucionarios los cantones se negaron a desarmarse y continuaron luchando, algunos de ellos incluso hasta el día siguiente. Esa tarde se produjo la última muerte de la revolución: la del teniente Manuel Urizar, agregado al Parque de Artillería.
Al atardecer Leandro Alem fue el último en dejar el Parque. Caminó solo hacia Talcahuano y Lavalle, donde se encontraba un grupo de soldados que se negaban a rendirse. Un subteniente le gritó que corría peligro. Ante la falta de respuesta de Alem el subteniente corrió y se abalanzó sobre él en el momento justo en que era disparada una descarga de fusilería que pasó sobre su cabeza.

## Consecuencias de la Revolución del Parque

### Las víctimas

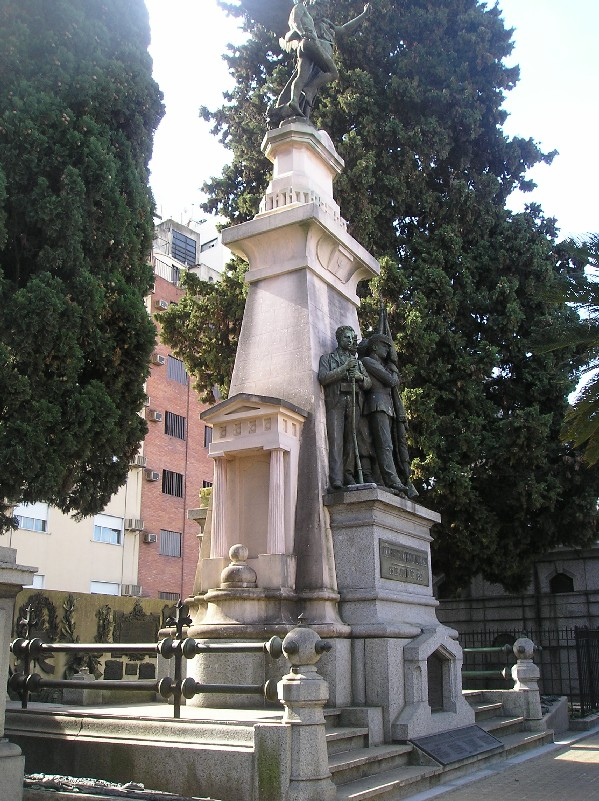
Panteón de los muertos de la Revolución del 90 en el Cementerio de la Recoleta.

La cantidad de víctimas causadas por la Revolución del 90 nunca ha sido bien establecida. Los partes médicos indicaron que en prevención de la peste se realizaron enterramientos y cremaciones sin que en muchos casos se hubieran identificado los cadáveres. Distintas fuentes hablan desde 150 hasta 300 muertos, o en forma indiscriminada de 1500 bajas sumando muertos y heridos.
En el Cementerio de la Recoleta se levantó un panteón en memoria de los caídos en la Revolución del Parque. Desde entonces, cada año, la Unión Cívica Radical realizaba una marcha de fuerte contenido político desde el centro de la ciudad hasta el panteón.
En el Panteón de los Caídos en la Revolución del Parque se encuentran enterrados también Leandro Alem y los presidentes radicales Hipólito Yrigoyen y Arturo Illia.

### Actos de venganza y represión por la Revolución del '90
Si bien el armisticio firmado el 29 de julio establecía que no tomarían represalias con los revolucionarios, en los meses siguientes se produjeron algunas matanzas que tenían como clara motivación tomar venganza por el levantamiento y advertir sobre las consecuencias de nuevos intentos.
En el pueblo de Saladas (provincia de Corrientes) se produjo una represión de opositores que se conoció como la Masacre de Saladas en la que fueron asesinados Manuel Acuña, Castor Rodríguez y Pedro Galarza.
Algo similar ocurrió en 1891, con un pequeño motín producido en el entonces territorio nacional de Formosa por algunos excombatientes de la Revolución del 90, que terminó con el fusilamiento de los cabecillas luego de un "juicio verbal de guerra" que no fue registrado.

### Consecuencias políticas

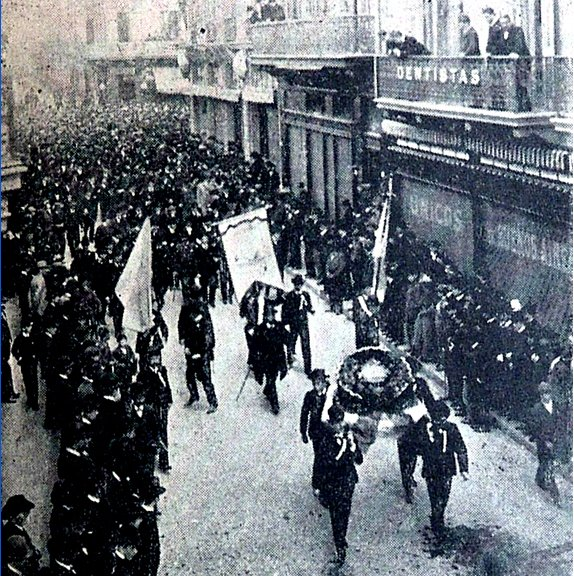
Aniversario de la Revolución del '90. Marcha de la UCR por la Av. Alvear hacia el Cementerio de la Recoleta (1901).

Una vez vencida la revolución Juárez Celman trató de reorganizar los ministerios, conversando al respecto incluso con adversarios moderados como Eduardo Costa y José María Gutiérrez pero fracasó porque se negaron a aceptar los cargos que después ejercerían con Pellegrini.
En la Cámara de Senadores se reunió para tratar lo sucedido. En esa ocasión el senador por Córdoba Manuel D. Pizarro, roquista, pronunció una frase que se hizo histórica:

La revolución está vencida, pero el gobierno está muerto.

En ese discurso Pizarro sostiene que por la gravedad de los hechos el presidente y todos los senadores debían renunciar, pero el único que lo hace es el presidente Juárez, mediante una nota que escribió Ramón J. Cárcano. El 6 de agosto de 1890, una semana después de la rendición, el Congreso aceptó la renuncia de Juárez con el voto de sus amigos, algunos de los cuales habían sido hasta el momento sus más dóciles colaboradores. En su reemplazo asumió el vicepresidente Carlos Pellegrini, quien nombró a Julio A. Roca como su ministro del Interior. Antes de asumir, Pellegrini se reunió en su modesta casa baja de la calle Florida con un grupo de  banqueros y personas adineradas ante quienes expuso la pésima situación financiera de la nación, en especial el pago que debía realizarse en Londres nueve días después, de diez millones de pesos y puso como condición para aceptar la presidencia que los presentes aportaran una contribución inmediata, que debía mantenerse en reserva para evitar que cundiera el pánico agravando la situación.  Su arenga dio resultado, comenzó a circular un papel en el que los concurrentes iban anotando el monto de su aporte y al rato Pellegrini pudo anunciar el resultado: dieciséis millones de pesos. Otra designación fue la del mitrista Vicente Fidel López como ministro de Hacienda.
Esa noche hubo manifestaciones en la ciudad al son de "Ya se fue, ya se fue, el burrito cordobés"; no atacaron el domicilio de Juárez Celman tornando innecesaria la guardia que allí había colocado el nuevo gobierno- pero rompieron los faroles de alumbrado público o de los carruajes de plaza que encontraban a su paso. Es que, para la oposición, el farol se había convertido en símbolo del juarismo desde que el presidente del comité, Estanislao Zeballos lo había utilizado en las manifestaciones nocturnas de la campaña electoral sustituyendo las antorchas y la revista satírica Don Quijote lo colocaba a guisa de sombrero en las caricaturas de Juárez Celman. También hubo actos multitudinarios en las provincias y en el realizado en Rosario asistieron, entre otros, Alem, Barroetaveña y Lastra.

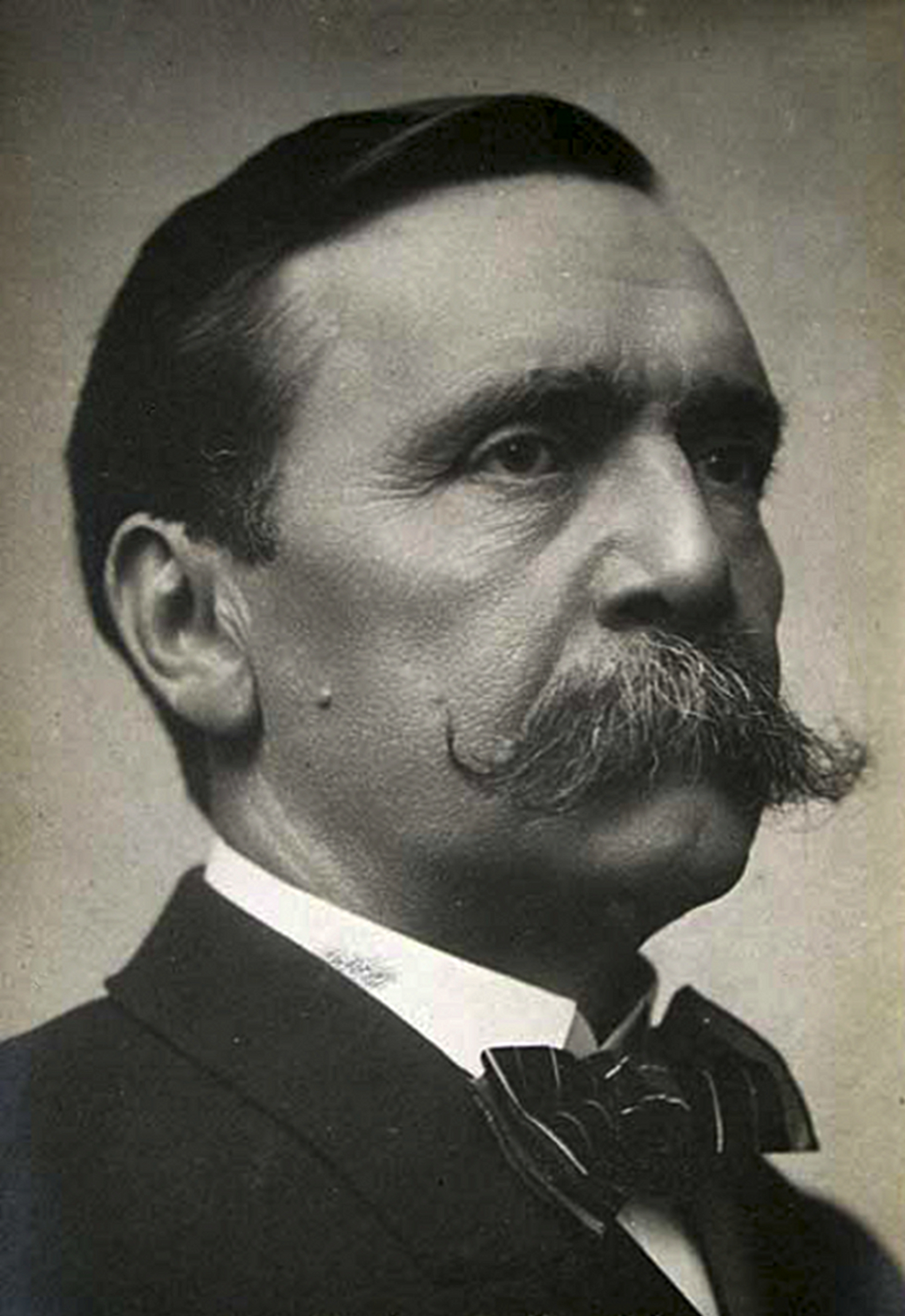
Carlos Pellegrini.

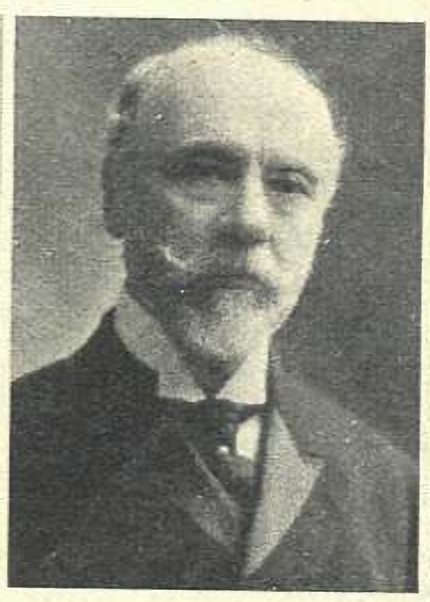
Juárez Celman en 1909, en foto publicada por Caras y Caretas.

Resulta evidente que Roca actuó secretamente en múltiples maneras para influir en el curso de la Revolución del 90 y en sus consecuencias. Terminada la insurrección, Roca fue quien más se fortaleció. El 23 de septiembre de 1890 le escribió lo siguiente a García Merou:

Ha sido una providencia y una fortuna grande para la República que no haya triunfado la Revolución ni quedado victorioso Juárez. Yo vi claro esta solución desde el primer instante, y me puse a trabajar en este sentido. El éxito más completo coronó mis esfuerzos y todo el país aplaudió el resultado, aunque haya desconocido al autor principal de la obra.

La revolución de 1890 produjo un cambio cualitativo en el modo de hacer política. La Unión Cívica se configuró en una organización de nuevo tipo que desplegó comités en toda la provincia de Buenos Aires en tanto  se abrieron con el mismo propósito una res de diarios de alcance nacional que implicaba una nueva forma de comunicación que favorecieron el desarrollo de partidos no necesariamente tutelados por los gobiernos.
La Unión Cívica comenzó a polarizarse detrás de las dos grandes tendencias que convivían en su seno, una más conservadora y conciliadora con el roquismo encabezada por Bartolomé Mitre, y la otra más combativa y enfrentada con el régimen de poder impuesto por Roca, encabezada por Leandro Alem. En 1891 esas diferencias llevaron a la fractura de la Unión Cívica en dos partidos: la Unión Cívica Nacional dirigida por Mitre, y la Unión Cívica Radical dirigida por Alem.
La Unión Cívica Radical utilizaría reiteradamente la lucha armada para responder a la falta de elecciones libres. En el futuro la UCR realizaría dos grandes insurrecciones armadas conocidas como Revolución de 1893 y Revolución de 1905, y otros varios levantamientos menores o locales. Ante la amenaza de nuevos levantamientos armados, en 1910 el recién elegido presidente Roque Sáenz Peña hizo un pacto secreto con Hipólito Yrigoyen para sancionar una ley estableciendo un sistema capaz de garantizar elecciones libres. La ley fue sancionada en 1912, estableció el sufragio secreto y universal para varones, conociéndose como Ley Sáenz Peña.

### Consecuencias sociales

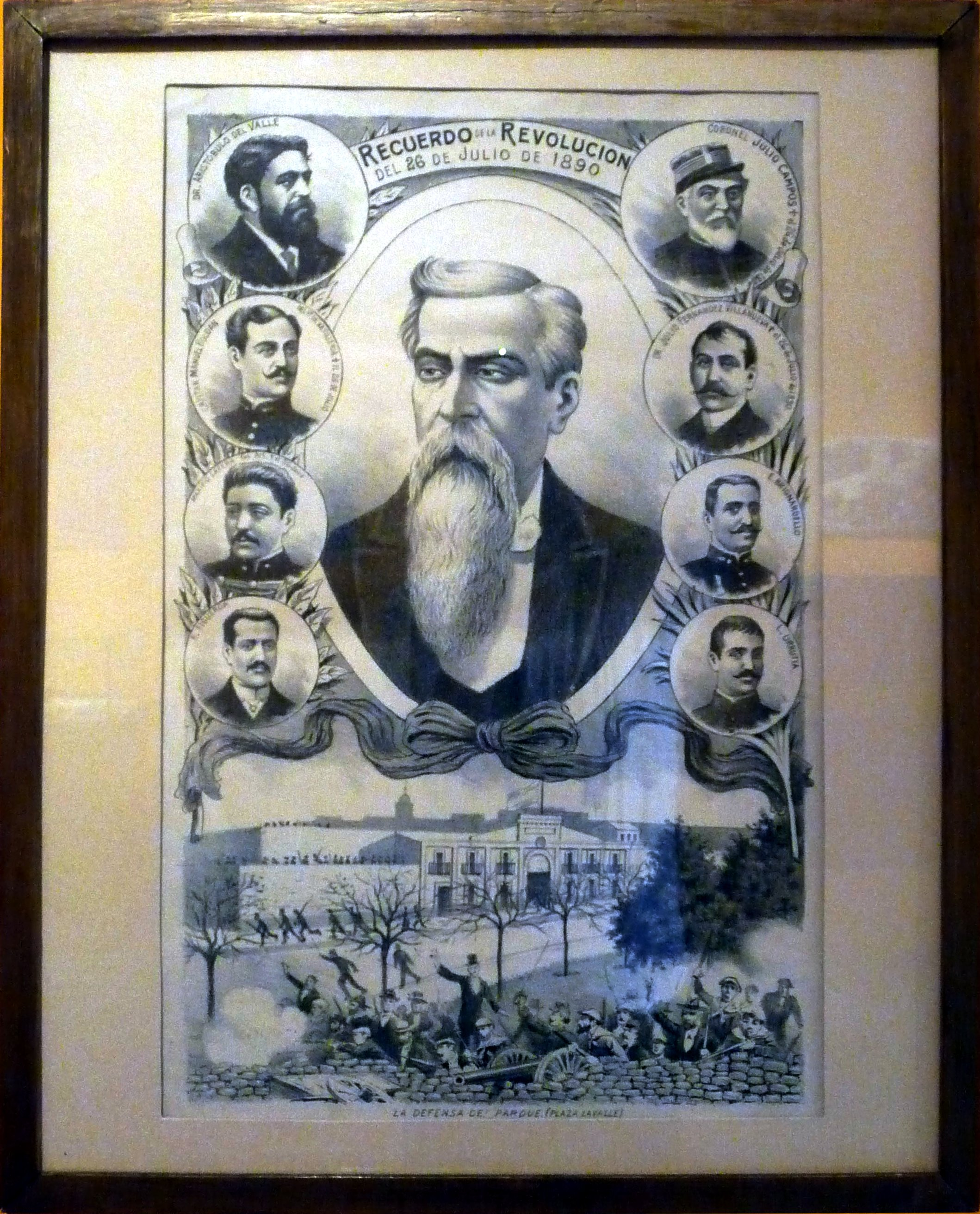
Recuerdo de la Revolución del Parque de 1890, Litografía.

La Revolución del '90 marcó un punto de quiebre en la historia argentina; marcó con claridad el momento en el que comienza a emerger una sociedad civil urbana, diferenciada en grupos sociales con demandas específicas. En particular la Revolución del '90 marca el momento en que la clase media ingresó a la vida pública.
Simultáneamente, la organización de la clase obrera en sindicatos, de partidos políticos modernos (Unión Cívica Radical, Unión Cívica Nacional, Partido Socialista, Liga del Sur), de las primeras cooperativas, organizaciones feministas, de revistas políticas opositoras, etc., conformó una sociedad urbana compleja que hizo cada vez más inevitable la toma del poder mediante revoluciones callejeras.
En ese sentido la Revolución del '90 señala en la Argentina la emergencia del pueblo como sujeto político y social, exigiendo que se lo reconozca efectivamente como protagonista de la vida política, social y cultural, y demandando la configuración de una sociedad democrática.
El historiador Julio Godio dice:

La coyuntura económico-política del 90 aceleró la expresión política de nuevas capas sociales surgidas del proceso de desarrollo capitalista dependiente y puso también en movimiento a capas sociales intermedias ligadas a actividades económicas tradicionales. La formación de la Unión Cívica Radical, tres años después de la revolución, fue uno de los índices más claros del inicio del fin de una etapa política en el país; los mecanismos de funcionamiento del estado liberal ya no podían descansar solamente en los acuerdos entre los partidos estructurados por la clase alta a partir de la década del 70.

La Revolución del '90 aparece así como un puente histórico entre los antiguos enfrentamientos armados rurales entre caudillos seguidos por masas indiferenciadas, y una sociedad urbana moderna fundada en el trabajo asalariado y una amplia clase media proveedora de servicios, que exige resolver los conflictos mediante procesos institucionales.